# 白井悠介
白井 悠介（しらい ゆうすけ、1986年1月18日 - ）は、日本の男性声優。長野県佐久市岩村田出身。EARLY WING所属。妻は元アイドルで作家の原田まりる。

## 略歴
子供の頃から共にアニメを観ていた兄が声優を目指して上京し専門学校に入ったことがきっかけとなり、自身も専門学校に入ることを決意した。専門学校卒業後ナレーターの養成所に入るも中途退所。一時は俳優を志したが、再び声優を目指し81プロデュースの養成所に入所する。しかし査定に落ちたため1年で退所し、アミューズメントメディア総合学院に入学。卒業間際にEARLY WINGから声を掛けられ準所属となった。後に正所属となる。
ぺろぺろ男子収録前日にサインを言われ、自分で考えた。〔ラジオBOYSBAR S 334回2023年12月23日発言〕
『美男高校地球防衛部LOVE!』で初のメインキャラクターを演じる。
2019年、第13回声優アワードにて、ヒプノシスマイクとして歌唱賞を受賞。
2020年3月25日より、YouTubeにて動画配信を開始した。
2021年4月、『戦闘員、派遣します!』の戦闘員六号役でテレビアニメ初主演。
2022年9月、声優活動11周年記念したアニバーサリーアルバム『11-ELEVEN-』をリリース。

## 人物
3人兄弟の次男で、実家は画材店を経営している。祖父は画家。
趣味・特技はダーツ、サッカー、ボウリング、髭抜き、階段を素早く下りる、ご飯を美味しそうに食べること、利きコーラ（炭酸がある場合に限る）。大のサッカーファンとして知られており、イスタンブールの奇跡と呼ばれる勝利をテレビ観戦して以来リヴァプールFCの熱狂的なファンとなる。
好きなアニメに『プラネテス』を挙げている。
好きな色は深緑。2020年、『理想の緑』をブランドのアイコンとするアパレルブランド「MIDORI」の立ち上げを発表した。
妻は作家・元アイドルの原田まりる。1児の父である。2022年9月、一部週刊誌で結婚に関する記事が掲載されたことを受けて、自身のTwitterでこれらの事実を公表することとなった。

## 出演
太字はメインキャラクター。

### テレビアニメ
2011年
- 未来日記（生徒）

2012年
- アルカナ・ファミリア -La storia della Arcana Famiglia-（レナート）
- となりの怪物くん（寺島、生徒）

2013年
- カーニヴァル（偽リッスン）
- 銀の匙 Silver Spoon（西倉亮）
- 幻影ヲ駆ケル太陽（岸田修治）
- ゴールデンタイム（先輩男子B）
- 新世界より（樫村）
- 世界でいちばん強くなりたい!（スタッフ）
- ダイヤのA（アキオ）
- ぼくは王さま（動物）
- マギ The kingdom of magic（街の人々）
- メガネブ!（生徒、銭場誠、鈴木一夫）
- リトルバスターズ! 〜Refrain〜（生徒B）

2014年
- ウィッチクラフトワークス（尾浜）
- それでも世界は美しい（小ラニ・テウス）
- 魔法戦争（男子生徒、トレイラーの魔法使い）

2015年
- ガンバレー部NEXT!（柳田将洋）
- ケイオスドラゴン 赤竜戦役（百鬼隊員）
- DIABOLIK LOVERS MORE,BLOOD（ルクス）
- デュラララ!!×2 転（ヘブンスレイブ、串高生）
- 美男高校地球防衛部LOVE!（2015年 - 2016年、鳴子硫黄） - 2シリーズ

2016年
- 雨色ココア in Hawaii（シャンク・オスマン）
- orange（池田）
- ダンガンロンパ3 -The End of 希望ヶ峰学園- 絶望編（村雨早春）
- ディバインゲート（パーシヴァル、男子、評議会重臣、スルト）
- ななにんのあやかし -ちみちみ魍魎!!現代物語-（しろー）
- はんだくん（花田慶）
- バッテリー（唐木恭介）
- リルリルフェアリル（2016年 - 2019年、フェアリルゴール〈レン〉、ひがん、メッシュ、カマキリ、たまちゃん、さらら、カリコ、ミスターミミック、フィー、きんたろう、ゼミィ、スウィーティー、オララ、スイ、フェアリルグーガ 他） - 3シリーズ
- レゴ ネックスナイツ（ヒーハー）

2017年
- ナナマル サンバツ（向井亮太）
- ひとりじめマイヒーロー（弓家侑成）
- お見合い相手は教え子、強気な、問題児。（通常版）（久我宗二）
- アイドルマスター SideM（若里春名）
- aiseki MOGOL GIRL（黒騎士）
- あめこん!!（カート・オデッセイ）

2018年
- アイドリッシュセブン（2018年 - 2023年、二階堂大和） - 4シリーズ
- ダメプリ ANIME CARAVAN（ミハルト）
- ねこねこ日本史（島津久光、賀茂忠行、池内蔵太）
- 奴隷区 The Animation（港タキオ）
- グラゼニ（大野雪雄） - 2シリーズ
- 千銃士（ホール）
- ぐらんぶる（男性の音声B）
- アンゴルモア 元寇合戦記（幹部）
- 軒轅剣 蒼き曜（蒙忌）
- アイドルマスター SideM 理由あってMini!（若里春名）
- 人外さんの嫁（土清世徹司）
- 宇宙戦艦ティラミスII（ロメオ・アルファ）

2019年
- 明治東亰恋伽（渋沢栄一）
- パパだって、したい（油井亮平）
- 朝だよ!貝社員 （ホラ貝 イケメンVer.）
- みだらな青ちゃんは勉強ができない（上原将生）
- わしも WASIMO（2019年 - 2022年、八郎、司会者）
- RobiHachi（ジマンシー、持病が癪の宇宙人）
- スタンドマイヒーローズ PIECE OF TRUTH（桧山貴臣）
- Z/X Code reunion（ネフライト）
- 放課後さいころ倶楽部（ヨハン）

2020年
- うちタマ?! 〜うちのタマ知りませんか?〜（木曽トラ）
- A3!（碓氷真澄） - 2シリーズ
- SHOW BY ROCK!! ましゅまいれっしゅ!!（2020年 - 2021年、双循） - 2シリーズ
- 巨人族の花嫁（ベリ・ベルナル）
- 『ヒプノシスマイク -Division Rap Battle-』Rhyme Anima（2020年 - 2023年、飴村乱数） - 2シリーズ

2021年
- EX-ARM エクスアーム（宮部広太郎）
- WAVE!!〜サーフィンやっぺ!!〜（松風ユータ） - 2020年に3部作として劇場上映
- アイ★チュウ（三千院鷹通）
- 戦闘員、派遣します!（戦闘員六号）
- 乙女ゲームの破滅フラグしかない悪役令嬢に転生してしまった…X（イアン・スティアート）
- 精霊幻想記（ドラ）

2022年
- 佐々木と宮野（佐々木秀鳴）
- BORUTO-ボルト- NARUTO NEXT GENERATIONS（舟戸イカダ）
- リーマンズクラブ（瀧本千空）
- その着せ替え人形は恋をする（要）
- 東京ミュウミュウ にゅ〜♡（2022年 - 2023年、赤坂圭一郎、フランソワ） - 2シリーズ
- ブッチギレ!（松平容保）
- 咲う アルスノトリア すんっ!（アラン〈メラヒト〉カペル）
- VAZZROCK THE ANIMATION（築二葉）

2023年
- 名探偵コナン（荒垣一平）
- マッシュル-MASHLE-（ロイド・キャベル）
- もののがたり（吹枝）
- BLEACH 千年血戦篇-訣別譚-（滅却師）
- とあるおっさんのVRMMO活動記（カザミネ）
- 全力ウサギ（エイギョウ）

2024年
- 月刊モー想科学（サブロー）
- 30歳まで童貞だと魔法使いになれるらしい（六角祐太）
- ヴァンパイア男子寮（神楽坂宝）
- キャプテン翼シーズン2 ジュニアユース編（海外実況）
- 異世界ゆるり紀行 〜子育てしながら冒険者します〜（タクミ・カヤノ）
- ふしぎ駄菓子屋 銭天堂（水引辰夫）
- 多数欠（セラフィエル）
- ブルーロック VS. U-20 JAPAN（蛇来弥勒）

2025年
- 誰ソ彼ホテル（大外聖生）
- 俺は星間国家の悪徳領主!（配信者）
- キミとアイドルプリキュア♪（翔太先輩）
- まったく最近の探偵ときたら（ニットマン）

### 劇場アニメ
- PEACE MAKER 鐵（2018年、三浦[89]）
- 歎異抄をひらく（2019年、燈念[90]）
- 劇場版 抱かれたい男1位に脅されています。〜スペイン編〜（2021年、高木[91]）
- 怪盗クイーンはサーカスがお好き（2022年、スタイリー井上[92]）
- 映画 佐々木と宮野ー卒業編ー（2023年、佐々木秀鳴[93]）
- 劇場版アイドリッシュセブン LIVE 4bit BEYOND THE PERiOD（2023年、二階堂大和）
- 劇場版 乙女ゲームの破滅フラグしかない悪役令嬢に転生してしまった…（2023年、イアン・スティアート[94]）

### OVA
- 美男高校地球防衛部LOVE!LOVE!LOVE!（2017年、鳴子硫黄[95]）
- 佐々木と宮野（2022年、佐々木秀鳴[96]） - コミックス第9巻アニメDVD付特装版

### Webアニメ
- ヒストリカル（2016年、沖田総司[97]）
- アイドリッシュセブン Vibrato（2019年、二階堂大和[98]）
- ぷち！東京ミュウミュウ にゅ〜♡（2022年 - 2023年、赤坂圭一郎）
- リー探偵事務所（2023年、ジェイ[99]）
- ライジングインパクト（2024年、ジェームス・ヒューストン） - 2シリーズ[一覧 9]
- Duel Masters LOST 〜月下の死神〜（2024年 - 2025年[初出 9]、葉山メグル[初出 1]）

### ゲーム
2011年
- アルカナ・ファミリア -La storia della Arcana Famiglia-
- 閃乱カグラ

2012年
- ソウルマスター
- ディスガイア D2

2013年
- ソードアート・オンライン -インフィニティ・モーメント-
- ドラゴンズクラウン（ロニ）
- 大奥801（春日局）
- キミ♥ドル 〜キミのアイドル〜（宮市翼）
- 剣が君（鼓法眼）
- 裸執事〜やらしつじ＆やさしつじ〜（海老原、チンピラ）
- 魔女と百騎兵（マーシュ）

2014年
- アクセルナイツ2 フルスロットル（ハルト）
- アルカナ・ファミリア コレツィオーネ!（アルベロ、レナート）
- 声カレ〜放課後キミに会いに行く〜（御子柴琉生）
- ソードアート・オンライン -ホロウ・フラグメント-

2015年
- アイ★チュウ（三千院鷹通）
- アイドリッシュセブン（2015年 - 2024年、二階堂大和）
- アイドルマスター SideM（2015年 - 2023年、若里春名）
- クイズRPG 魔法使いと黒猫のウィズ（ユキヤ・コンラッド）
- ケイオスドラゴン 混沌戦争（ティッカニ）
- 限界凸起 モエロクリスタル（ゼノクス）
- 剣が君 for V（鼓法眼）
- 栽培少年（ローレル）
- 桜咲く河のながれ（愛川悠作）
- 閃乱カグラ ESTIVAL VERSUS -少女達の選択-
- 戰國陰陽師（東皇太一）
- 灰色都市 32人の容疑者（秋山健二）
- 美男高校地球防衛部LOVE!GAME!（鳴子硫黄）
- POSSESSION MAGENTA
- 夢王国と眠れる100人の王子様（ダヤン、ドローレ）
- 雷子（凌統）
- リア充はじめました（仮）（三上真之介）

2016年
- 赤い砂堕ちる月（仲紹）
- イケメン革命◆アリスと恋の魔法（ブラン＝ラパン）
- 一血卍傑-ONLINE-（アマツミカボシ）
- VALKYRIE ANATOMIA -THE ORIGIN-（貞光）
- 英国探偵ミステリア The Crown（ウィリアム・H・ワトソン〈ワトソンJr.〉）
- 剣が君 百夜綴り（鼓法眼）
- サモンナイト6 失われた境界たち（キール）
- スタンドマイヒーローズ（桧山貴臣）
- スチームプリズン（エルトクリード・ヴァーレンティン）
- 蒼空のリベラシオン（ロラン）
- 誰ガ為のアルケミスト（リガルト）
- DIABOLIK LOVERS LUNATIC PARADE
- ドSに恋して 〜スイートルームで秘密の支配〜（鳴・タランティーノ）
- ドラゴンジェネシス -聖戦の絆-（アトゥム）
- 薔薇に隠されしヴェリテ（ルイ16世）
- BEAST Darling!〜けもみみ男子と秘密の寮〜（熊谷千歳）
- ピリオドキューブ 〜鳥籠のアマデウス〜（アルス）
- ファンタジーウォータクティクス（クルート）
- 輝星のリベリオン（パーシヴァル）
- もし、この世界に神様がいるとするならば。

2017年
- 茜さすセカイでキミと詠う（ヤタガラス）
- アカシックリコード（沖田総司、明智小五郎）
- アニドルカラーズ（不知火颯）
- A3!（碓氷真澄）
- エンドライド -X fragments-（エディ）
- キャプテン翼〜たたかえドリームチーム〜（スアレス）
- Side Kicks!（シシバ）
- 神式一閃 カムライトライブ（フブキ）
- スタレボ☆彡 88星座のアイドル革命（天動希望）
- スチームプリズン -七つの美徳-（エルトクリード・ヴァーレンティン）
- 天下統一恋の乱 Love Ballad（藤林弦夜）
- ハジメテ彼氏改造計画（つかさ）
- 100日間のプリンセス◆もうひとつのイケメン王宮（ノア＝レオンハート）
- Blackish House ←sideZ（村杜陽月）
- ワールドクロスサーガ -時と少女と鏡の扉-（聞仲、レオ、ヘリオス）
- アイドルマスター SideM LIVE ON ST@GE!（2017年 - 2020年、若里春名）
- 怪盗夜想曲〜ファントムノクターン〜（イヴァン・クツーゾフ）
- 神撃のバハムート（アポロン）
- グランブルーファンタジー（2017年 - 2024年、モルドレッド）
- 誰ソ彼ホテル（大外聖生）

2018年
- アイドリッシュセブン Twelve Fantasia!（二階堂大和）
- マジェスティック☆マジョリカル（アウイン）
- 千銃士（ホール）
- ワールドエンド・シンドローム（神代壬生）
- WolfToxic（三峯伊吹）
- ダッシュ!（クリス）
- CARAVAN STORIES（ガレガ）
- LibraryCross∞（アルヴァ）
- IDOL FANTASY（矢吹颯斗）
- Shadowverse（2018年 - 2021年、安息の狂信者、白亜の竜騎士、オシリス、白亜の指令、白亜の瞑想、機械樹の番人、アポロン、マグナジャイアント、ルナールプリースト、眠れる獅子・モルドレッド）
- アトリエオンライン 〜ブレセイルの錬金術士〜（ヴァレリアン）
- ダイダロス: ジ・アウェイクニング・オブ・ゴールデンジャズ（ベン）
- 宮廷女官（男主人公）
- 幽☆遊☆白書 100%本気バトル（刃霧要）
- 戦国大河（石田三成）

2019年
- フードファンタジー（グリーンカレー、黄山毛峰茶）
- 桃源郷ラビリンス（楽々森類）
- 英語とクイズのココロセカイ（テノール）
- 剣と天秤のディテクタシー（シオン）
- Alice Closet（クロ）
- 乙女剣武蔵（武蔵坊弁慶）
- 消滅都市0.（マサヒト、ナポレオン）
- パレットパレード（歌川広重）
- 星鳴エコーズ（大文字恵吾）
- 神様しばい（神宮寺トール）
- ブラックスター -Theater Starless-（柘榴）
- グリムノーツ（みにくいアヒルの子）
- BUSTAFELLOWS（スケアクロウ）

2020年
- 幻想マネージュ（ルシオール）
- THE KING OF FIGHTERS for GIRLS（ジョン・フーン）
- ドラガリアロスト （エピメテウス）
- 錬神のアストラル（鬼道建）
- SHOW BY ROCK!! Fes A Live（双循）
- ヒプノシスマイク -Alternative Rap Battle-（2020年 - 2024年、飴村乱数）
- アイ★チュウ Étoile Stage（三千院鷹通）
- LYN: The Lightbringer（シド）
- エンゲージソウルズ（ホヅミ）
- ドトコイ（斉藤レオン）
- サンクタス戦記-GYEE-（リアン）
- キャプテン翼 RISE OF NEW CHAMPIONS（レオナルド・ルチアーノ）
- 文豪とアルケミスト（島田清次郎）
- 二ノ国:Cross Worlds（2020年、アレン）

2021年
- アークナイツ（ジェイ）
- League of Angels 3（ルーカス）
- WAVE!! 波乗りボーイズ（松風ユータ）
- 咲うアルスノトリア（アラン《メラヒト》カペル）
- セブンズストーリー（リオン）
- NieR Re[in]carnation（グリフ〈後悔の青年軍人〉）
- ヴァルキリーコネクト（2021年 - 2023年、賢明の救済者ラウフェイ、焦熱の救済者ラウフェイ）
- ラストピリオド -巡りあう螺旋の物語-（2021年 - 2022年、ルゼ、ゼルプスト）
- フォーセイクンワールド：神魔転生（血魔 モーエン）
- コードギアス Genesic Re;CODE（劉蒼）
- アイドルマスター SideM GROWING STARS（2021年 - 2023年、若里春名）
- クリスタル オブ リユニオン（戦闘員六号）

2022年
- 逆転オセロニア（ヒュプノス）
- アイドルマスター ポップリンクス（若里春名）
- クラッシュフィーバー（戦闘員六号）
- eBASEBALLパワフルプロ野球2022（東條小次郎）
- 共闘ことばRPG コトダマン（刃霧要）
- パラレルトリップ（瀬名あさひ）
- アイ★チュウ Nintendo Switch版（三千院鷹通）
- ミシックヒーローズ（檀君王倹）
- 誰ソ彼ホテル Re:newal（大外聖生）
- マジェスティック☆マジョリカル Nintendo Switch版（アウイン・アイドクレーズ）

2023年
- World Ⅱ World（ユーシャ）
- BUSTAFELLOWS season2（スケアクロウ）

2024年
- アルゴナビス -キミが見たステージへ-（疎水実朝）
- ファイナルファンタジーVII リバース（グリングリン）
- ミストニアの翅望 -The Lost Delight-（ジョン）

2025年
- 9 R.I.P. sequel（朱里）

時期未定
- 眠りと境界のアルカナ〜Arcana; Boundless Horizon〜（アリス）

### アプリ
2016年
- 壁ドン彼氏 〜チャラ男御曹司と真夏の海辺壁ドン編〜（結城怜央）
- 恋する目覚ましアプリ〜シチュカレアラーム（優希人）
- シチュエーションカレシ「おやすみカレシ」（優希人）

2017年
- グッズ交換アプリ『ゆずもと』（ゆず）

2018年
- OKOS（朝日向汀）

### ドラマCD
2013年
- キミ♥ドル 〜キミのアイドル〜 リリース記念ドラマCD「アイドル達の学園生活!」（宮市翼）
- レーカン!（山田）

2015年
- THE IDOLM@STER SideM ST@RTING LINE（若里春名）
  - 03 Beit
  - 04 High×Joker

- オレ嫁。〜オレの嫁になれよ〜（南雲新）※Sho-Comi24号付録
- ラビット☆パラダイス（井桜大河）

2016年
- もふドル ドラマCD「もふドラ〜孤島殺もふ事件編〜」（和泉聡一郎）

2017年
- 押しかけ親友ドラマCD トゥッティ!フルッティ!!（如月博臣）
  - 上巻 〜雨宮楓のありえない目覚め〜
  - 下巻 〜佐竹結城のありえない目覚め〜

- 劇的奇想音盤 艶漢（森園英一郎）
- ヒプノシスマイク-Division Rap Battle-（2017年 - 、飴村乱数）

2018年
- 佐々木と宮野シリーズ（2018年 - 2023年、佐々木秀鳴）
  - 月刊コミックジーン2018年2月号付録
  - 月刊コミックジーン2018年11月号付録
  - ドラマCD「佐々木と宮野」
  - ドラマCD「佐々木と宮野 Vol.2」
  - 平野と鍵浦 ※月刊コミックジーン2021年2月号付録
  - TVアニメ「佐々木と宮野」ドラマCD Vol.1 春のチャリティーバザー
  - TVアニメ「佐々木と宮野」ドラマCD Vol.2 佐々木と宮野がもしも寮のルームメイトだったら
  - 平野と鍵浦 ※月刊コミックジーン2022年6月号付録
  - 映画『佐々木と宮野―卒業編―』ドラマCD

- 『DOUBLE DARE STORIES』side NESH（JK）
- 誰かこの状況を説明してください！ 〜契約から始まったふたりのその後〜（2018年 - 2021年、ロータス）
  - 誰かこの状況を説明してください！〜契約から始まったふたりのその後〜※コミックス第5巻 アニメイト限定セット

- VAZZROCK（2018年 - 、築二葉）

2019年
- 千銃士（ホール）
- 朗読劇 誰ソ彼ホテル 〜出会い〜（大外聖生）
- A3! シリーズ（2019年 - 2023年、碓氷真澄）
  - A3! BRIGHT SPRING EP「MANKAIチャンネル ～春組編～」（2019年）

2020年
- 恋わずらいのエリー ドラマCD #妄想ツイートは恋のはじまり（青葉）
- 乙女ゲー世界はモブに厳しい世界です（ルクシオン）※小説第6巻 ドラマCD付き限定版及びドラマCD+シナリオブック付特装版
- 幕末男子 －新選組時空伝－（近藤勇）
- 周辺男子 -Connectable Boys- volume.01（キーボード）

2021年
- 乙ゲーにトリップした俺♂️（SHURI）
  - 月刊コミックジーン3月号付録
  - ドラマCD「乙ゲーにトリップした俺♂」

- 七人の妖（しろー）
- 元号男子 DramaCD「其の弐」（幕末）
- 朗読喫茶 噺の籠 ~あらすじで聴く文学全集~

2022年
- アパシー 鳴神学園七不思議 （2022年、荒井昭二）※限定版同梱ドラマCD

2023年
- レモンスカッシュスコア（2023年、藤堂暁）
- ようこそ妄想営業部へ「イケボ商事業務報告書」vol.1、3、4（2023年、白井ユースケ）

### シチュエーションCD
2013年
- ぺろぺろ男子 Bitter White Day（冷川零児）

2015年
- 壁ドン！ SONG♪ シリーズ4th「そのカレ、雲母嗣音」（雲母嗣音）
- もふドル Vol.2（和泉聡一郎）

2016年
- 宅配彼氏「年上の彼・藤咲ハルマ」（藤咲ハルマ）※アニメイトオンラインショップ限定特典
- 星空ホールへおいでよ♪ 楽器たちからのメッセージソングCD ナイト編 〜君に逢えてよかった〜（ナイト）
- 妄想VoiceCDシリーズ（徳永誠一郎）
  - おしかり男子CD〜if〜
  - なぐさめ男子CD〜if〜

2017年
- おはようからおやすみまで 第4弾 転校生の恋 〜赤い糸は必ず〜（和泉タスク）
- ほしのおうじさま-へびつかい座-（四杖白）
- 被験体G（五百扇一春）

2018年
- MUSIC WHISPER【眠れぬ夜にささやいて】 the poetry reading by山中真尋＆白井悠介（カイト）
- 恋するシェアハウス4〜Which do you choose?〜（桐ヶ谷飛鳥）

2019年
- ハイアップ!! Vol.4 天馬（天馬）
- 恋するチューニ君〜となりのカレはチューニ病〜　堕天使と騎士編（黒木翼）

2023年
- ペンタプリズム～知らなかった彼の秘密～（結城彩斗、晴翔、京、朋弥、陽）※DL販売のみ

### BLCD
2013年
- NightS（須永）

2015年
- そんな目で見てくれ（近松）
- 無慈悲なカラダ（新垣）

2016年
- 犬も喰わない（奥園修治〈高校時代〉）
- 彼らの恋の行方をただひたすらに見守るCD「男子高校生、はじめての」シリーズ（2016年 - 2020年、五月女慧斗）
  - 〜第５弾 兄弟だから、何もない〜
  - 2nd after Disc 〜Gift〜
  - 〜Summer vacation 2018〜
  - オールコンビネーションCD vol.2

- 孤独な鷹は人恋しくて（副部長）
- さよなら恋人 またきて友だち（李）
- すみれびより（田上）
- 男子校REC!放課後★告白大作戦編（千種咲夜）
- ブルースカイコンプレックスシリーズ（2016年 - 2024年、楢崎元成（楢崎兄）、岡田）
  - ブルースカイコンプレックス
  - ブルースカイコンプレックス second
  - ブルースカイコンプレックス third
  - ブルースカイコンプレックス fourth
  - インディゴブルーのグラデーション
  - ブルースカイコンプレックス sixth
  - ブルースカイコンプレックス seventh
  - ブルースカイコンプレックス eighth

2017年
- 秋山くんシリーズ（2017年 - 2022年、星間慈音）
  - 秋山くん
  - 秋山くん second
  - 秋山くん final

- インモラルトライアングル Case03.オフィス♡トライアングル（小林葉月）
- お隣さんちの兄弟事情〜藤井家の場合〜（藤井幸人）
- おはようとおやすみとそのあとに（立花開人）
- 狂い鳴くのは僕の番シリーズ（2017年 - 2021年、烏丸雅）
  - 狂い鳴くのは僕の番
  - 狂い鳴くのは僕の番;β1
  - 狂い鳴くのは僕の番;β2
  - 狂い鳴くのは僕の番;β3

- グルメのふくらみ（苗村努）
- 好物はいちばんさいごに腹のなか（2017年 - 2020年、米蔵直親）
  - 好物は真夜中のうちに腹のなか

- 3分インスタントの沈黙（朔）
- セックスフレンズ（藤亜）
- 僕は君のいいなりシリーズ（2017年 - 2018年、吉井諄）
  - 僕は君のいいなり
  - 僕は君のいいなり2

- ミスター・フィクション（佐伯圭吾）
- ゆとり部下になめられていますシリーズ（2017年 - 2018年、坂巻悠晴）
  - ゆとり部下になめられています
  - ゆとり部下になめられています②

- ようこそ！ＢＬ研究クラブへ（佐藤）
- ラベルド・タイトロープ・ノット（2017年 - 2020年、加々美夏生）
  - ラベルド・タイトロープ・ノット retie

- 理解できない彼との事（葛本司郎）

2018年
- アイドルだって恋をする（来栖陸羽）
  - Vol.2
  - Vol.3

- 岩井勇気のBLコントCD
- きみは皮肉なキラキラ星（日野悠生）
- Closed World -brightness-（伍賀真人、星川侑李）
- 恋するサノバビッチ（小岩井晴海）
- ドSおばけが寝かせてくれないシリーズ（2018年 - 2022年、松坂雄二）
  - ドSおばけが寝かせてくれない
  - ドＳおばけが寝かせてくれない②
  - ドＳおばけが寝かせてくれない③

- どえす・SWITCH（蜂谷美月）
- 魔彼 MAKARE〜魔は来たりて彼を堕とす〜天編 「Tragheit」（マーリク）
- メスお兄さんの作り方（愛野黎人）
- 百と卍（十五夜）
- ヨガりすぎておかしくなりそう（笹塚洸太）
- ワンコ系部下のしつけ方（佐々木悠）

2019年
- 愛したがりWダーリン（永原紀代）
- 恋するあさはか（義川明光）
- それでも俺のものになる Qpa edition（久世薫）
  - それでも俺のものになる Qpa edition 大和編※店舗限定販売

- ただれた恋にはいたしません！（宮沢恭平）
- 雛鳥は汐風にまどろむ（立花勇一）
- 暴愛フレンドシップ♥（宮崎弓鶴）
- 星とハリネズミ（山伏春潔）
- もみチュパ雄っぱぶ♂タイム 1（2019年 - 2021年、マコト）
  - もみチュパ雄っぱぶ♂タイム 2

2020年
- あばれんぼハニー（スズメ）
- 狼への嫁入り〜異種婚姻譚〜（山吹裕士）
- ダブル・スタンダード（佐伯圭吾）
- 二代目! 地獄ブラザーズ（黒笠、くろすけ 、コン、ハク）
- Fuck Buddy-ファックバディ-（赤西雄司）

2021年
- 鯛代くん、君ってやつは。（2021年－2023年、瀬賀海月）
  - 鯛代くん、君ってやつは。2

- 俺の部下がエロい妄想をやめてくれない（狭山薫）
- フェロモン探偵 ドラマCD〜記憶喪失男拾いました〜（夏川映）
- えっちは週７希望ですっ！（2021年 - 2023年、如月葵）
  - もっと！えっちは週７希望ですっ！

- 鬼上司・獄寺さんは暴かれたい。（2021年 - 2024年、獄寺楓）
  - 鬼上司・獄寺さんは暴かれたい。2
  - 鬼上司・獄寺さんは暴かれたい。3
  - 鬼上司・獄寺さんは暴かれたい。4

- 食卓で恋を（住之江多朗）

2022年
- 歌舞伎町バッドトリップ（泉輝）
  - 歌舞伎町バッドトリップ2

- 壬生の番い（斎藤一）
  - 壬生の番い　※下巻 特装版CD付

- ゾンビ・ハイド・セックス1（三柴晴臣）
- オンラインゲーム仲間とサシオフしたら職場の鬼上司が来た（白瀬）
- 手を伸ばしたら、つばさ（里見千尋）
- ごちそうΩはチュウと鳴く（吉敷朋）
- 調教上司（藤田映）

2023年
- うそつきと狼（奏）
- いけにえもんぜんばらい（渦巻七生）

2024年
- ひとりえっちオンライン ※特典ドラマCD付（間宮律）

### オーディオドラマ
2016年
- カラダ探し（袴田武司）

2017年
- トゥッティ！フルッティ!!（如月博臣）
- 化学探偵Mr.キュリー 〜夜の虹――1999年のMr.キュリー〜（湯浅信希）

2018年
- 「男子高校生、はじめての」〜Second Secret〜 慧斗×春惟編（五月女慧斗）
- ラベルド・タイトロープ・ノット 番外編 happy assort（2018年 - 2020年、加々美夏生）
- 化学探偵Mr.キュリー 池のほとりに立つ彼女――2003年のMr.キュリー（湯浅信希）
- 白井悠介×3分朗読『ロイヤルウェディングはお断り!』（ロータス）

2019年
- 『はじめての 2nd season』録り下ろしボイスドラマ（五月女慧斗）
- 占いホストは耳元で囁く（琉星/RYUSEI）

2020年
- 同棲花盛り-白井悠介の場合 琉津・直樹-（裕真琉津、織畑直樹）
- 番犬たちのあやまち（吾妻ユウヤ）
- 吸血鬼と薔薇少女（夜宮朔）
- えるあーる（兎川翔汰）
- 金曜日はシェアハウスのキッチンで（長谷川香司）

2021年
- 拝啓お母さん、飛ばされた世界でも元気に食堂手伝ってます！～翠風編～（2021年、翠風）
- 世界で一番愛してるっ！（香坂桜介）
- 関西人と覆面殺人鬼〜セックスしていいから殺さんといて！（杏奈）
- 疑似体験ホスト CLUB EDEN 一条ヒカル ～出会い編～ / ～ナンバー編～（2021年、一条ヒカル）
- 「男子高校生、はじめての」〜Second Color〜 慧斗×春惟編（五月女慧斗）
- ハウスメイトの膝の上 〜犬系男子に癒される〜（2021年、犬系ハウスメイト）

2022年
- 「ラジ友感謝祭 2022」朗読劇（ミツバチ）
- No.XXXX?（2022年 - 2023年、要）
- 99回断罪されたループ令嬢ですが今世は「超絶愛されモード」ですって!? 〜真の力に目覚めて始まる100回目の人生〜（ライオネット・ライオーン） - 小説第1巻 音声特典・挿しボイスコード（紙書籍初回特典）
- 先輩イケボカレシが出張先のホテルで、眠れないあなたをトントン添い寝してくれる♡（2023年、早乙女啓二）

2023年
- レモンスカッシュスコア（藤堂暁）
- LOCK UP LISTENING THEATER（藤龍之介）
- from ARGONAVIS 第二部 第一章 ボイスドラマ「レゾンデートル-啼泣の謌-」（疎水実朝）
- iichiko story ep.3『三つの音の形と行方』（ひろ）

2024年
- アイドルマスター SideM「315 PASSION CONTENTS」『CIRCLE OF DELIGHT 今日と明日とその先と』（2024年、若里春名）

### 吹き替え

#### 映画
- 孫悟空 vs 猪八戒（2021年、天蓬〈猪八戒〉〈イン・ハオミン〉[411]）

#### ドラマ
- リズム+フロー（2019年、デナロ、レオナルド[412]）
- サブリナ: ダーク・アドベンチャー
- ラザロ・プロジェクト 時を戻せ、世界を救え!（2023年、ジョージ[413]）

#### アニメ
- 小さなバイキング ビッケ（ゴルム[414]）
- みつばちマーヤの大冒険2 ハニー・ゲーム（クレイグ[415]）
- レスキューせんエリアスと海ではたらく仲間たち（レーサー[416]）

### デジタルコミック
- BeeTV 近キョリ恋愛（2012年）
- BeeTV カノジョは嘘を愛しすぎてる（2013年、篠原心也[417]）
- PEACE MAKER鐵 油小路編（2013年、三浦[418]）
- UULA ホタルノヒカリ（2013年、手嶋マコト[419]）
- UULA ギャングキング（2015年、ゾンビ）
- dTV あのコの、トリコ。（2018年、東條昴[420]）
- dTV パーフェクトワールド（2018年、是枝洋貴[421]）
- アニコミ 【お詫び】みんなの王子様の童貞は私が美味しくいただきました。【コミック版】（2020年、荻野太一[422]）
- マンガMeeチャンネル 君の声が好きすぎる（2021年、美斎津、佐野雅基[423]）
- 推す BL Lab.（イケ生ボイスCH）　僕の両性具有症候群（2021年、一宮[424]）
- ボイスコミック「美醜の大地〜復讐のために顔を捨てた女〜」（2022年、内田胤篤[425]）
- ＆GENTE おまえと恋なんか絶対ない（2022年、西野[426]）
- ヤングジャンプ ボイコミ「鯉沼」（2023年、小山内[427]）
- ＆GENTE 真夏のサイレン（2023年、有朋優弥[428]）
- 双葉社公式コミックチャンネル 黒魔無双（2023年、マルク[429]）
- コミックブリーゼチャンネル 王子様なんて、こっちから願い下げですわ!～追放された元悪役令嬢、魔法の力で見返します～（2023年、アルバート[430]）

### ラジオ
※はインターネット配信。
- 白井・今井のRADIO ν WING（2013年 - 2015年、音泉※）[2]
- AMAZING SOUL LABO RADIO（2015年、HiBiKi Radio Station※）[431]
- MAN TWO MONTH RADIO「前略、僕の部屋から」（2015年、AG-ON※・超!A&G+）※[432]
- アイリスクォーツラジオ アイ♡ラジ（2015年 - 、ラジ友※）[433]
- 鷲崎健・白井悠介のRadio X計画（2015年 - 2017年、文化放送）[21]
- 株式会社CO通（2016年 - 2018年、ラジオ大阪・HiBiKi Radio Station※）[434]
- 月刊 新・男前通信2月号〜月刊・白井悠介（2016年、文化放送モバイルplus※）[435]
- アイドルマスター SideM ラジオ 315プロNight!（2016年、2020年、ニコニコ生放送※）
- セガ ガールズ通信 広報宣伝ラジオ→セガプラザ通信（2016年 - 、セガ公式YouTubeチャンネル※・音泉※）[436][437]
- 白井悠介・寺島惇太 BOYS BAR ［S］（2017年 - 2024年、CBCラジオ）[438]
- 白井悠介と中島ヨシキの恋するサノバビッチラジオ（2018年、ニコニコ動画フィフスアベニューチャンネル※）[439]
- 1/15の白井悠介（2018年、マンガPark）[440]
- A3! Blooming RADIO（2019年、2020年、2021年、2022年、文化放送）月替わりパーソナリティー[441][442][443][444]
- しらいむナイトプラネタリウム in sakumo（2020年、fmさくだいら）
- ComicFesta Radio ユステイル種族集会（2020年、音泉※）隔回出演[445]
- 白井悠介・木島隆一 ふたりのせかい（2020年 - 2021年、マンガPark※）
- 戦闘員、ラジオに派遣します！（2021年、音泉※）[446]
- Shonan the WAVE!!（2021年 - 2022年、LOVE&ARTYouTubeチャンネル※・LOVE&ART OFFICIAL FANCLUB※）[447]
- ささみゃーラジオ（2021年 - 2022年、KADOKAWAanimeYouTubeチャンネル※）[448]
- BUSTAFELLOWS RADIO（2022年 - 、超!A&G+※）[449]
- ささみゃーラジオ―卒業編―（2023年、音泉・KADOKAWAanimeYouTubeチャンネル※）[450]

### ラジオCD
- アイリスクォーツラジオ アイ♡ラジ
  - アイラジ出張版（2015年）[451]
  - パーソナリティシャッフルCD（2016年）[452]
    - スクールセット
    - オフィスセット

  - キラメキサファイアパーティー出張版（2016年）[453]
  - キラメキエメラルドパーティー出張版（2016年）[454]
  - アイラジ＆山河ラジオ出張版（2017年）[455]
  - キラメキウェイヴラジオCD（2017年）[456]
  - アイラジ＆ゆめラジラジオCD出張版（2018年）[457]
  - キラメキオータムラジオCD（2018年）[458]
  - 平成最後のラジ友CD アイラジSIDE（2018年）[459]
  - 【ラジ友感謝祭】シャッフルCD BBB（2019年）[460]
  - AGF2019出張版（2019年）[461]
  - ラジ友シャッフルCD2021「KOYASU ま～けっと アイリス」（2021年）[462]
  - ラジ友シャッフルCD2022「team N」（2022年）[463]
- 株式会社CO通　企業番組CD
  - 〜新人ビジネスマンのススメ〜（2017年）[464]
  - 〜キャラクターのススメ〜（2018年）[465]
- 白井悠介・寺島惇太 BOYS BAR[S] LOVERS CD vol.1（2019年）[466]
- TVアニメ「佐々木と宮野」DJCDささみゃーラジオ（2022年）[467]

### オーディオブック
- 晴天の霹靂（2014年、サワダ[468]）
- 謎解きはディナーのあとで（2017年、風祭警部[469]）
- 史上最強の哲学入門（2018年[470]）

### ナレーション

#### テレビ番組
- Jリーグ開幕30周年SP 歴代最強チームはどこだ?（2023年4月30日、NHK BS1[471]）
- 踊る!さんま御殿!!「夏の特大!さんま御殿 田中圭も激アツ参戦!超国民的アニメ声優祭」（2023年8月22日、日本テレビ）

#### Web番組
- FOOTBALLPROGRAM やべっちスタジアム（2021年、週替わりナレーター[472]）
- 桃鉄GP 2021夏 エキシビションマッチ（2021年[473]）
- 全64試合無料生中継決定記念! FIFA ワールドカップ歴代ベストゴールSP（2022年[474]）
- EVIL A LIVE ONLINE ARCHIVE FESTIVAL 2023（2023年[475]）

#### CM・PV
- 小説「僕は空気が嫁ない〜オルタナティヴ・リミックス〜」PV（2015年[476]）
- 小説「手塚先生の恋愛指南」PV（2016年、手塚誠司[477]）
- 白井悠介×3分朗読『ロイヤルウェディングはお断り!』（2018年、ロータス[385]）
- 小説「マジカル★エクスプローラー エロゲの友人キャラに転生したけど、ゲーム知識使って自由に生きる」TVCM（2019年[478]）
- 「ビオレ メイクの上からリフレッシュシート」WebCM（2019年[479]）
- 「四万十ぶしゅかんグリーンカレー」WebCM（2020年[480]）
- 小説「貴サークルは"救世主"に配置されました」PV（2020年[481]）
- 日本工業大学データサイエンス学科アニメーション「未来に置いていかれるなよ。」（2021年、男子学生（工学）[482]）
- 「三ツ矢クラフトフルーツコンコードミックス」WebCM（2022年[483]）
- pixivコミック『10th Anniversary Movie』（2022年[484]）
- 「三ツ矢クラフトフルーツマスカット」WebCM（2022年[485]）
- 「FORUS THE BARGAIN 2023」CM（2023年[486]）
- KADOKAWA「シルフ」WEB化6周年CM（2023年[487][488]）
- マクドナルド店内放送（2023年）

#### アニメーション
- 小さな幸せ-私と私の家族の特別な場所-（2020年[489]）

#### ショートフィルム
- セカイはキミのもの 10月 金木犀篇（2019年[490][491]）

#### その他
- sakumo佐久市子ども未来館プラネタリウム リニューアル記念特別制作番組 油井宇宙飛行士が見た地球（ほし） 〜宇宙からのメッセージ〜（2018年3月21日 - ）[492]
- 佐久市考古遺物展示室 音声ガイド（2018年7月21日 - ）[493]
- 河口湖北原ミュージアム 音声ガイド（2021年 - [494]）
- マクドナルド店内音声「おいしさのゴールデンルール」（2022年[495][496]）
- オーパ・ビブレ・フォーラス館内放送（2022年[497]）
- 謎解きゲーム「新米記者の謎解き事件簿」ストーリーテラー（2022年[498]）

### テレビ番組
※はインターネット配信。
- 美男高校地球防衛部LOVE!ニコ生!〜バトルナマァーズ〜（2014年12月11日 - 2017年7月27日、ニコニコ生放送※）
- 声優男子ですが…?（2015年6月2日 - 2019年3月31日、ファミリー劇場[499]）
- ねころび男子→みけねこ男子（2015年12月20日 - 、ニコニコ生放送※[500]）
- 女性の夢100個叶えます!（2016年8月5日 - 10月7日、AbemaTV※[501]）
- シラサカの白酒喝采!（2017年3月30日 - 2021年3月29日、ニコニコ生放送※[502]）
- 声優コエ実験室（2017年4月29日 - 6月25日、AbemaTV※[503]）
- セカイ系バラエティ 僕声 シーズン2[504]（2019年1月 - 3月、WOWOW・TOKYO MX、皇リュウジ[505]）
- 声優中学ポエム部（2019年4月26日 - 7月16日、Rakuten TV 声優チャンネル※[506]）
- しらいむ旅 〜白井悠介、故郷へ帰る編!〜（2019年9月6日 - 10月25日、ひかりTVチャンネル＋※[507]）
- 人気声優が即興アフレコ! プロ野球珍プレー・好プレー（2019年11月4日 - 18日、Rakuten TV 声優チャンネル※[508]）
- 黒歴史カードバトル（2020年12月21日 - 2021年1月25日、Locipo※[509]）
- スカッとジャパン（2021年7月12日、フジテレビ）再現ドラマ出演
- 踊る!さんま御殿!!（2021年7月13日、2023年8月22日、日本テレビ系列）
- 【MFブックス】レーベル8周年記念WEB特番!（2021年8月15日、KADOKAWAanime（YouTubeチャンネル）※[510]）
- ヒプノシスマイク-Division Rap Battle- HPNM Hangout! +（2022年、Channelヒプノシスマイク※[511]）4～6月クールMC
- 知らなくて委員会 シーズン５（2022年7月6日、北海道放送他）
- ばずたび -BUZZING VAZZROCK TRIP-（2022年8月10日・17日・9月7日・14日、TOKYO MX・BS日テレ[512]）
- 有吉ゼミ（2022年12月19日、日本テレビ系列）
- アウト×デラックス2023 マスクとアウトは個人の判断に任せまSP（2023年3月30日、フジテレビ系列）
- 突然ですが占ってもいいですか?（2023年5月15日、フジテレビ系列）
- こえつり（2023年4月10日 - 6月26日、BS朝日[513]）
- 声優と夜あそび2023（2023年4月10日 - 、AbemaTV・アニメLIVEチャンネル[514][515]）※月曜パーソナリティ

### 実写映画
- 劇場版 声優男子ですが・・・？ 〜これからの声優人生の話をしよう〜（2020年[516]）

### CM
- ソフトバンク WebCM「神ジューデン「白井悠介」篇」[517][518]
- サントリー食品インターナショナル「GREEN DA・KA・RA やさしい麦茶」（2023年[519]）
- マクドナルド TVCM「ハッピーセットやさん」（2023年[520]）

### 映像商品
- アイドリッシュセブンシリーズ
  - アイドリッシュセブン 1st LIVE「Road To Infinity」（2019年[521]）
  - アイドリッシュセブン 2nd LIVE「REUNION」（2020年[522]）
  - アイドリッシュセブン 5th Anniversary Event “/BEGINNING NEXT”（2021年[523]）
  - IDOLiSH7 LIVE BEYOND “Op.7”（2022年[524]）
  - アイドリッシュセブン 7th Anniversary Event “ONLY ONCE,ONLY 7TH.”（2023年[525]）
- アイドルマスター SideMシリーズ
  - THE IDOLM@STER SideM 1st STAGE 〜ST@RTING!〜 LIVE Blu-ray（2016年[526]）
  - THE IDOLM@STER SideM 2nd STAGE 〜ORIGIN@L STARS〜 Live Blu-ray（2017年[527]）
  - THE IDOLM@STER SideM GREETING TOUR 2017 〜BEYOND THE DREAM〜 LIVE Blu-ray（2018年[528]）
  - アイドルマスター SideM Five-St@r Party!!（2018年[529]）
  - THE IDOLM@STER SideM 3rdLIVE TOUR〜GLORIOUS ST@GE!〜[Side MAKUHARI] （2018年[530]）
  - THE IDOLM@STER SideM 3rdLIVE TOUR〜GLORIOUS ST@GE!〜[Side SENDAI] （2019年[531]）
  - THE IDOLM@STER SideM 3rdLIVE TOUR〜GLORIOUS ST@GE!〜[Side SHIZUOKA] （2019年[532]）
  - THE IDOLM@STER SideM PRODUCER MEETING 315 SP@RKLING TIME WITH ALL!!! EVENT Blu-ray（2019年[533]）
  - THE IDOLM@STER SideM 4th STAGE 〜TRE@SURE GATE〜 LIVE Blu-ray（2019年[534]）
  - THE IDOLM@STER SideM PRODUCER MEETING WELCOME TO PLEASURE 315 G＠RDEN!!! EVENT Blu-ray（2021年[535]）
- アイラジDVD
  - キラメキ鍋パーティー（2016年[536]）
  - キラメキデート♡（2017年[537]）
  - キラメキミッション（2018年[538]）
- アウトドア声優 LOCATION #1（2022年[539]）
- Animelo Summer Live
  - Animelo Summer Live 2016 刻-TOKI- 8.28（2017年[540]）
  - Animelo Summer Live 2017-THE CARD-8.27（2018年[541]）
- WAVE!!〜サーフィンやっぺ!!〜
  - WAVE!! 1st EVENT〜Wonderful Party〜（2020年[542]）
  - 「WAVE!!～サーフィンやっぺ!!～」～Show must go on!!～（2021年[543]）
- A3!シリーズ
  - A3! FIRST Blooming FESTIVAL（2018年[544]）
  - A3! SECOND Blooming FESTIVAL（2019年[545]）
  - A3! BLOOMING LIVE 2019（2019年[546]）
  - A3! THIRD BLOOMING FESTIVAL（2022年[547]）
  - A3! BLOOMING LIVE 2022（2022年[548]）
- KINDAN SIRI PARTY FOR YOU（2020年[342]）
- KINDAN SIRI SILLY PARTY（2023年[549]）
- 実況×解説!ざわつきバラエティ「声優文化祭」完全版DVD（2021年[550]）
- しらいむ旅! 〜白井悠介、故郷へ帰る編!〜（2020年）
  - 上巻[551]
  - 下巻[552]
- シラサカの白酒喝采!
  - 野外ロケも幸あれ!（2019年[553]）
  - 料理男子に幸あれ!（2020年[554]）
- 声優イベントDVD企画 人狼バトル
  - 人狼バトル〜人狼VS魔法使い〜（2017年[555]）
  - 人狼バトル lies and the truth 2018 JUNE〜人狼VS怪盗〜（2018年[556]）
  - 人狼バトル〜人狼VSスパイ〜（2018年[557]）
  - 人狼バトル lies and the truth 2019 August〜人狼VSエクソシスト〜（2020年[558]）
  - 人狼バトル THE NIGHTMARE SEASON1 #1（2022年[559]）
  - 人狼バトル THE NIGHTMARE SEASON1 #2（2022年[560]）
  - 人狼バトル THE NIGHTMARE SEASON1 #4（2022年[561]）
- 声優百年食堂 第1巻 埼玉編（2019年[562]）
- 声優ボウリングランプリ6（2020年[563]）
- タクシードライバー高塚くん（2021年[564]）
- つま塩の宴 in 東京2022（2023年[565]）
- 寺島惇太お兄さんのアニドルといっしょ! 1（2020年[566]）
- 西山宏太朗の健僕ピース! vol.1（2018年[567]）
- VAZZROCK
  - VAZZROCK LIVE 2018（2019年[568]）
  - VAZZROCK FES 2019（2020年[569]）
  - VAZZROCK LIVE 2020（2021年[570]）
  - VAZZROCK LIVE 2021（2022年[571]）
- バンダイナムコエンターテインメントフェスティバル 2days LIVE Blu-ray（2020年[572]）
- 美男高校地球防衛部LOVE!シリーズ
  - 美男高校地球防衛部LOVE!LIVE!（2015年[573]）
  - 美男高校地球防衛部LOVE!LOVE!ALL STAR!（2017年[574]）
  - 美男高校地球防衛部LOVE!FINAL!（2018年[575]）
- ヒプノシスマイク
  - ヒプノシスマイク-Division Rap Battle- 1st FULL ALBUM「Enter the Hypnosis Microphone」初回限定 LIVE盤（2019年[576]）
  - ヒプノシスマイク -Division Rap Battle-4th LIVE@オオサカ《Welcome to our Hood》（2020年[577]）
  - ヒプノシスマイク –Division Rap Battle- 5th LIVE＠AbemaTV《SIX SHOTS UNTIL THE DOME》（2020年[578]）
  - ヒプノシスマイク-Division Rap Battle- 6th LIVE《2nd D.R.B》1st Battle・2nd Battle・3rd Battle（2021年[579]）
  - ヒプノシスマイク –Division Rap Battle- 7th LIVE《SUMMIT OF DIVISIONS》（2021年[580]）
  - ヒプノシスマイク -Division Rap Battle- 8th LIVE CONNECT THE LINE to Fling Posse（2023年[581]）
- FUTSAL声優Section1（2019年[582]）
- ボドゲであそぼ 2ターンめ! 1（2019年[583]）
- リアル宝探し 〜風魔からの挑戦〜 in 小田原（2017年[584]）
- リーディングシアターvol.2「RAMPO in the DARK〜花〜」（2021年[585]）
- READING MUSEUM 「デッドロックド・デリヴァリーズ～百万探偵都市の殺人宅配～」（2022年[586]）
- ワルノリっ（2013年[587]）

### 舞台・朗読劇
※はインターネット配信。
- 増田俊樹プロデュースステージ『おまえと芝居したいんじゃ！』act.0（2016年3月6日、ルネこだいら）[588]
- 朗読劇『超訳文学〜吾輩は猫である〜』（2016年3月19日 - 20日、中央区立日本橋公会堂）[589]
- CHILL CHILL BOX
  - 3rd.present BLの宴（2018年5月26日、IMA HALL） - 高遠皐月[590] 役
  - 5th presents 朗読劇「逢魔時コンフュージョン」（2020年1月11日、麻生市民館） - 森嶋乃亜・クレイン[591] 役
- 声優朗読劇 フォアレーゼン[592]
  - 本当はあぶないモーツァルト（2018年9月9日、沼津市民文化センター/2018年12月16日、赤穂市文化会館ハーモニーホール/2019年2月9日、千葉市民会館/2019年3月2日、埼玉会館 大ホール/2019年4月13日、海老名市文化会館） - チェンバロ、後輩ネコ、ネコ、モーツァルト、シカネーダー、ナレーション 役
  - ヴェルサイユ騒動記（2019年2月23日、湖南市甲西文化ホール/2019年6月1日、館林市文化会館） - コック見習いルイ 役
  - スワ伝説異聞（2019年8月31日、岡谷市文化会館） - 物部イコフツ、家臣 役
  - 嫌がらせ（2019年9月14日、神戸芸術センター芸術劇場） - 殺し屋②、青年、警官 役
  - ヘンデル一代記（2021年1月17日、西新井文化ホール） - ヘンデル 役
  - 芦東山（2021年10月17日、一関文化センター） - 男、岡っ引き 役
  - 早太郎伝説（2023年1月29日、駒ヶ根市文化会館） - 弁存、珍念、平左衛門、小三郎の妻 役[593]
- 朗読劇 誰ソ彼ホテル（2019年3月、LOFT9 Shibuya・東京カルチャーカルチャー） - 大外聖生[594] 役
  - 朗読劇 誰ソ彼ホテルⅡ（2020年2月22日 - 23日、浅草花劇場） - 大外聖生[595] 役
- 朗読劇『LOVE×LETTERS』（2019年5月4日 - 5日、天空劇場） - 海斗、大地[596] 役
- クトゥルフ朗読劇『華蝕の匣〜書生の夢現』（2019年10月5日 - 6日、横浜YTJホール） - 執事[597] 役
- 大井町クリームソーダpresents VOL.18 “COMEDY!”「クリコとクリオの2週間」（2019年12月、萬劇場） - 日替わりキャスト[598]
- リーディングシェイクスピア『ロミオとジュリエット』（2019年12月21日、サンシャイン劇場） - ロミオ[599] 役
- Story Teller「朗読・ギフト」（2020年12月20日、ニッショーホール） [600]
- リーディングシアターvol.2「RAMPO in the DARK」（2021年6月10日、神田明神ホール） [601]
- 朗読劇「佐々木と宮野」（2021年9月12日、ところざわサクラタウン） - 佐々木秀鳴[602] 役
  - 朗読劇「平野と鍵浦」（2022年7月10日、ところざわサクラタウン） - 佐々木秀鳴[603] 役
- READING MUSEUM「デッドロックド・デリヴァリーズ～百万探偵都市の殺人宅配～」（2022年1月30日、Mixalive TOKYO～Theater Mixa～、Mixalive TOKYO～Hall Mixa～） - ノロ[604] 役
- オリジナル朗読劇「The ネーミング in Japan」（2022年2月27日、よしもと有楽町シアター）[605]
  - オリジナル朗読劇「The ランニング in Japan」（2023年2月18日、よしもと幕張イオンモール劇場）[606]
  - オリジナル朗読劇「TheゲーミングinJapan ～我が名はひらめき～(仮)」（2023年10月22日、TOKYO FM HALL）[607]
- アニマックス朗読劇「ハニーレモンソーダ」（2022年9月3日、ヒューリックホール東京） - 三浦界[608] 役
- 文豪とアルケミスト錦秋文士劇〈談論編〉（2022年10月9日、日本教育会館 一ツ橋ホール） - 島田清次郎[609] 役
- THE IDOLM@STER SideM PASSIONABLE READING SHOW -超常事変〜対立スル正義〜-（2023年3月11日、武蔵野の森総合スポーツプラザ メインアリーナ） - 若里春名 役[610]
- オーディオミュージカル『星月夜 ～ふたりのゴッホ～』（2023年※） - ヴィンセント・ヴァン・ゴッホ 役[611]
- 劇団ヘロヘロQカムパニー第40回公演「タイムアフターレコーディング」（2023年6月28日、こくみん共済 coop ホール／スペース・ゼロ）[612]
- SWEET 19 BLUES（2023年12月26日、RED°TOKYO TOWER SKY STADIUM） - リツ 役[613]
- THE IDOLM@STER SideM PASSIONABLE READING SHOW ～天地四心伝～（2024年2月10日、幕張イベントホール） - 若里春名 役[614]
- 江戸川乱歩 名作朗読劇「少年探偵団」（2024年9月8日、紀伊國屋サザンシアター TAKASHIMAYA） - 小林芳雄 役[615][616]
- 朗読劇「The Voice Wars 三声王の歓笑」（2024年9月22日、心斎橋PARCO）[617]
- 音楽朗読劇「陰陽師」2025公演（2025年2月23日、よみうり大手町ホール） - 安倍晴明 役[618]
- 音楽朗読劇「仮面の男」〜アレクサンドル・デュマ・ペール「ダルタルニャン物語」より〜（2025年3月7日、博品館劇場） - アトス 役 他[619][620]
- 生演奏朗読劇「桜桃探偵舎」（2025年5月3日、日経ホール）[621]
- 朗読劇 サラ・ベルナールの「サロメ」（2025年8月1日・2日、城西国際大学紀尾井町キャンパス1号館内 地下ホール） - アルフォンス・ミュシャ 役[622][623]

### その他コンテンツ
- 「ねこ男子 ニャンキーハイスクール」黒瀬皇成LINEアカウント（2017年、黒瀬皇成[624]）
- 美男高校地球防衛部LOVE!CG LIVE!（2017年 - 2018年、鳴子硫黄[625]）
- 「男子高校生、はじめての」2ndシーズン『soloete』ボイスアクリルキーホルダー（2018年、五月女慧斗[626]）
- 『AMG25周年特別企画 夢を、夢で終わらせないために』卒業生インタビュー 第二弾（2019年[627]）
- 銀座コージーコーナー「Tell a Tale」ARグリーティングメッセージ キャラクターボイス（2021年[628][629]）
- ハチミツ學園（2021年 - 、由羅石卯助[630][631]）
- CV部（2021年、ノア[632]）
- 棚照結神 擬人化プロジェクト（2022年 - 、神信桜 真命[633]）
- 小説「99回断罪されたループ令嬢ですが今世は「超絶愛されモード」ですって!? 〜真の力に目覚めて始まる100回目の人生〜」PV（2022年、ライオネット・ライオーン[404]）
- 小説「追放された元令嬢、森で拾った皇子に溺愛され聖女に目覚める」PV（2022年、ジェラルド[634]）
- デンティスpresent`s 恋するボイスドラマ「目覚めのKissの相手は?!」（2022年、宮本[635]）
- ようこそ妄想営業部へ❤（2022年 - 2023年、白井ユースケ[636]）

## ディスコグラフィ

### アニバーサリーアルバム
| 発売日        | タイトル   | 規格品番   | 規格品番   | 規格品番       | オリコン 最高位 |
| 発売日        | タイトル   | 初回限定盤 | 通常盤     | きゃにめ限定盤 | オリコン 最高位 |
| ------------- | ---------- | ---------- | ---------- | -------------- | --------------- |
| 2022年9月21日 | 11-ELEVEN- | PCCG-02177 | PCCG-02178 | SCCG-00109     |                 |

### キャラクターソング
| 発売日   | 商品名                                                                                           | 歌 | 楽曲 | 備考                                                                                               |
| 2015年   | 2015年                                                                                           | 2015年 | 2015年 | 2015年                                                                                             |
| -------- | ------------------------------------------------------------------------------------------------ | --- | --- | -------------------------------------------------------------------------------------------------- |
| 1月21日  | 絶対無敵☆Fallin' LOVE☆                                                                           | 地球防衛部 | 「絶対無敵☆Fallin' LOVE☆」 | テレビアニメ『美男高校地球防衛部LOVE!』オープニングテーマ                                          |
| 1月21日  | 絶対無敵☆Fallin' LOVE☆                                                                           | 地球防衛部 | 「Just going now!!」 | テレビアニメ『美男高校地球防衛部LOVE!』関連曲                                                      |
| 2月18日  | 美男高校地球防衛部LOVE! キャラクターソングCD1 バトルラヴァーズ SONGS 〜LOVE Shower!〜            | 鳴子硫黄（白井悠介） | 「鳴子流「株で儲ける方程式」」 | テレビアニメ『美男高校地球防衛部LOVE!』関連曲                                                      |
| 4月29日  | 美男高校地球防衛部LOVE! キャラクターソングCD3 地球防衛部 DUET SONGS 〜LOVE Making!〜             | 鳴子硫黄（白井悠介）、蔵王立（増田俊樹） | 「Sync a Think」 | テレビアニメ『美男高校地球防衛部LOVE!』関連曲                                                      |
| 6月17日  | 『美男高校地球防衛部LOVE!』 BD・DVD 第4巻 きゃにめ.jp限定版仕様 スペシャル特典CD                 | 鳴子硫黄（白井悠介） | 「絶対無敵☆Fallin' LOVE☆」 | テレビアニメ『美男高校地球防衛部LOVE!』関連曲                                                      |
| 7月22日  | THE IDOLM@STER SideM ST@RTING LINE -04 High×Joker                                                | High×Joker | 「HIGH JUMP NO LIMIT」 「JOKER↗オールマイティ」 「DRIVE A LIVE」                                                                                               | ゲーム『アイドルマスター SideM』関連曲                                                             |
| 8月19日  | Let's Go!! LOVE Summer♪                                                                          | 地球防衛部 | 「Let's Go!! LOVE Summer♪」 「LOVE FRIENDS」 | テレビアニメ『美男高校地球防衛部LOVE!』関連曲                                                      |
| 11月27日 | 壁ドン！ SONG♪ シリーズ4th「そのカレ、雲母嗣音」                                                 | 雲母嗣音（白井悠介） | 「Unanalyzable（壁ドン！Version）」 「Unanalyzable（オリジナルVersion）」                                                                                      | 『壁ドン！ SONG♪』関連曲                                                                           |
| 12月2日  | MONSTER GENERATiON                                                                               | IDOLiSH7 | 「MONSTER GENERATiON」 「Joker Flag」 「MEMORiES MELODiES」 | ゲーム『アイドリッシュセブン』関連曲                                                               |
| 2016年   |                                                                                                  | | | |
| 3月23日  | soleil                                                                                           | Lancelot | 「かっこつかないぜ？」 「悪くないぜ Easy days」 | ゲーム『アイ★チュウ』関連曲                                                                        |
| 7月7日   | NATSU☆しようぜ！                                                                                 | IDOLiSH7 | 「NATSU☆しようぜ！」 | ゲーム『アイドリッシュセブン』関連曲                                                               |
| 7月7日   | NATSU☆しようぜ！                                                                                 | IDOLiSH7 feat.TRIGGER | 「NATSU☆しようぜ！」 | ゲーム『アイドリッシュセブン』関連曲                                                               |
| 7月13日  | THE IDOLM@STER SideM 2nd ANNIVERSARY DISC 01 DRAMATIC STARS & High×Joker                         | DRAMATIC STARS、High×Joker | 「夜空を煌めく星のように」 | ゲーム『アイドルマスター SideM』関連曲                                                             |
| 7月13日  | THE IDOLM@STER SideM 2nd ANNIVERSARY DISC 01 DRAMATIC STARS & High×Joker                         | High×Joker | 「OUR SONG -それは世界でひとつだけ-」 | ゲーム『アイドルマスター SideM』関連曲                                                             |
| 7月20日  | 沸点突破☆LOVE IS POWER☆                                                                          | 地球防衛部 | 「沸点突破☆LOVE IS POWER☆」 | テレビアニメ『美男高校地球防衛部LOVE!LOVE!』オープニングテーマ                                     |
| 7月20日  | 沸点突破☆LOVE IS POWER☆                                                                          | 地球防衛部 | 「Boys Go Straight」 | テレビアニメ『美男高校地球防衛部LOVE!LOVE!』関連曲                                                 |
| 8月17日  | 美男高校地球防衛部LOVE!LOVE! キャラクターソングCD1 バトルラヴァーズ SONGS 〜LOVE Fountain!〜     | 鳴子硫黄（白井悠介） | 「Feel it!」 | テレビアニメ『美男高校地球防衛部LOVE!LOVE!』関連曲                                                 |
| 8月24日  | i7                                                                                               | IDOLiSH7 | 「Perfection Gimmick」 「GOOD NIGHT AWESOME」 「RESTART POiNTER」 「THE FUNKY UNIVERSE」 「THANK YOU FOR YOUR EVERYTHING!」                                    | ゲーム『アイドリッシュセブン』関連曲                                                               |
| 8月24日  | i7                                                                                               | 二階堂大和（白井悠介）、和泉三月（代永翼）、六弥ナギ（江口拓也） | 「ピタゴラス☆ファイター」 | ゲーム『アイドリッシュセブン』関連曲                                                               |
| 9月7日   | 美男高校地球防衛部LOVE!LOVE! キャラクターソングCD3 地球防衛部 DUET SONGS 〜LOVE Attack!〜        | 鳴子硫黄（白井悠介）、蔵王立（増田俊樹） | 「-Halfway-」 | テレビアニメ『美男高校地球防衛部LOVE!LOVE!』関連曲                                                 |
| 9月21日  | アイ★チュウ creation 06.Lancelot                                                                 | Lancelot | 「We are I★CHU!」 「ギリギリの衝動」 | ゲーム『アイ★チュウ』関連曲                                                                        |
| 9月23日  | 星空ホールへおいでよ♪ 楽器たちからのメッセージソングCD ナイト編 〜君に逢えてよかった〜           | ナイト（白井悠介） | 「星空ホールへおいでよ♪」 「君に逢えてよかった」 | 『星空ホールへおいでよ♪』関連曲                                                                    |
| 10月19日 | TVアニメ『はんだくん』オリジナルサウンドトラック                                                 | 花田慶（白井悠介） | 「はんだくんフォーエバー！」 | テレビアニメ『はんだくん』関連曲                                                                   |
| 12月21日 | もふドル ボーカルCD「Melody Of Fantasy -エガオのチカラ-」                                        | No Limits | 「Melody Of Fantasy -エガオのチカラ-」 「もふもふWonderland」                                                                                                  | 『もふドル』関連曲                                                                                 |
| 2017年   |                                                                                                  | | | |
| 2月1日   | Beyond The Dream                                                                                 | 315 ALLSTARS | 「Beyond The Dream」 | ゲーム『アイドルマスター SideM』テーマソング                                                       |
| 2月1日   | Beyond The Dream                                                                                 | 315プロダクション所属アイドル（メンタル） | 「Beyond The Dream」 | ゲーム『アイドルマスター SideM』テーマソング                                                       |
| 2月10日  | THE IDOLM@STER SideM 2nd ANNIVERSARY SOLO COLLECTION                                             | 若里春名（白井悠介） | 「OUR SONG -それは世界でひとつだけ-」 | ゲーム『アイドルマスター SideM』関連曲                                                             |
| 3月22日  | glace                                                                                            | Lancelot | 「サディスティック ロマンティック」 「100万ドルのスリル」 | ゲーム『アイ★チュウ』関連曲                                                                        |
| 5月24日  | A3! First SPRING EP                                                                              | 春組 | 「Spring has come!」 | ゲーム『A3!』関連曲                                                                                |
| 5月24日  | A3! First SPRING EP                                                                              | ロメオ［佐久間咲也（酒井広大）］、ジュリアス［碓氷真澄（白井悠介）］ | 「僕らの絆」 | ゲーム『A3!』関連曲                                                                                |
| 5月24日  | A3! First SPRING EP                                                                              | 碓氷真澄（白井悠介） | 「SICK SICK SICK」 | ゲーム『A3!』関連曲                                                                                |
| 6月21日  | アイ★チュウ 〜シャッフルユニットミニアルバム〜                                                   | QA | 「FIX ME」 | ゲーム『アイ★チュウ』関連曲                                                                        |
| 7月7日   | Sakura Message                                                                                   | IDOLiSH7 | 「Sakura Message」 「PARTY TIME TOGETHER」 | ゲーム『アイドリッシュセブン』関連曲                                                               |
| 8月9日   | THE IDOLM@STER SideM ORIGIN@L PIECES 06                                                          | 若里春名（白井悠介） | 「青春！サティスファクション」 | ゲーム『アイドルマスター SideM』関連曲                                                             |
| 8月23日  | 永遠未来☆LOVE YOU ALL☆/心と心で                                                                  | 地球防衛部 | 「永遠未来☆LOVE YOU ALL☆」 | OVA『美男高校地球防衛部LOVE!LOVE!LOVE!』オープニングテーマ                                         |
| 8月23日  | 永遠未来☆LOVE YOU ALL☆/心と心で                                                                  | 地球防衛部 | 「心と心で」 | OVA『美男高校地球防衛部LOVE!LOVE!LOVE!』エンディングテーマ                                         |
| 9月20日  | アニドルカラーズ 7Colors 1stSingle                                                               | 7Colors | 「Ride on☆ 7Dream!」 「瞬間Sparkle」 | ゲーム『アニドルカラーズ』関連曲                                                                   |
| 9月20日  | アニドルカラーズ 7Colors & Clarity 1st Single Solo CD（きゃにめ連動購入特典）                    | 不知火颯（白井悠介） | 「Ride on☆ 7Dream!」 | ゲーム『アニドルカラーズ』関連曲                                                                   |
| 10月4日  | A3! Blooming SPRING EP                                                                           | アリス［碓氷真澄（白井悠介）］、帽子屋［茅ヶ崎至（浅沼晋太郎）］ | 「ワンダーランド・ア・ゴーゴー!!」 | ゲーム『A3!』関連曲                                                                                |
| 11月15日 | THE IDOLM@STER SideM ANIMATION PROJECT 01「Reason‼」                                             | 315 STARS（DRAMATIC STARS、Beit、S.E.M、High×Joker、W、Jupiter） | 「Reason‼」 | テレビアニメ『アイドルマスター SideM』オープニングテーマ                                           |
| 11月15日 | THE IDOLM@STER SideM ANIMATION PROJECT 01「Reason‼」                                             | Beit、High×Joker、W | 「夏時間グラフィティ」 | テレビアニメ『アイドルマスター SideM』挿入歌                                                       |
| 12月23日 | スチームプリズン-七つの美徳-主題歌CD                                                             | エルトクリード（白井悠介）、ウルリク（高塚智人）、アダージュ（古川慎）、イネス（君嶋哲）、ユネ（高瀬泰幸）、フィン（新垣樽助） | 「悠遠」 | ゲーム『スチームプリズン-七つの美徳-』主題歌                                                       |
| 12月27日 | Fling Posse-F.P.S.M-                                                                             | 飴村乱数 (白井悠介) | 「drops」 | 『ヒプノシスマイク』関連曲                                                                         |
| 2018年   |                                                                                                  | | | |
| 1月17日  | THE IDOLM@STER SideM ANIMATION PROJECT 06「Sunset★Colors」                                       | High×Joker | 「Sunset★Colors」 | テレビアニメ『アイドルマスター SideM』エンディングテーマ                                           |
| 1月17日  | THE IDOLM@STER SideM ANIMATION PROJECT 06「Sunset★Colors」                                       | High×Joker | 「Reason!!」 | テレビアニメ『アイドルマスター SideM』関連曲                                                       |
| 1月24日  | アイドルマスター SideM BD・DVD第2巻特典CD 315 St@rry Collaboration 02 〜High×Joker&W〜           | High×Joker、W | 「いつかこの瞬間に名前をつけるなら」 | テレビアニメ『アイドルマスター SideM』関連曲                                                       |
| 1月24日  | アイドルマスター SideM BD・DVD第2巻特典CD 315 St@rry Collaboration 02 〜High×Joker&W〜           | High×Joker | 「カレイド TOURHYTHM」 | テレビアニメ『アイドルマスター SideM』関連曲                                                       |
| 1月31日  | THE IDOLM@STER SideM ANIMATION PROJECT 08「GLORIOUS RO@D」                                       | 315 STARS（DRAMATIC STARS、Beit、S.E.M、High×Joker、Jupiter） | 「Beyond The Dream（第2話 Ver）」 | テレビアニメ『アイドルマスター SideM』エンディングテーマ                                           |
| 1月31日  | THE IDOLM@STER SideM ANIMATION PROJECT 08「GLORIOUS RO@D」                                       | 315 STARS（DRAMATIC STARS、Beit、S.E.M、High×Joker、W、Jupiter） | 「DRIVE A LIVE（第13話 Ver）」 | テレビアニメ『アイドルマスター SideM』エンディングテーマ                                           |
| 1月31日  | THE IDOLM@STER SideM ANIMATION PROJECT 08「GLORIOUS RO@D」                                       | 315 STARS（DRAMATIC STARS、Beit、S.E.M、High×Joker、W、Jupiter） | 「GLORIOUS RO@D」 | テレビアニメ『アイドルマスター SideM』挿入歌                                                       |
| 2月14日  | WiSH VOYAGE                                                                                      | IDOLiSH7 | 「WiSH VOYAGE」 | テレビアニメ『アイドリッシュセブン』オープニングテーマ                                             |
| 2月14日  | WiSH VOYAGE                                                                                      | IDOLiSH7 | 「Dancing∞BEAT!!」 | テレビアニメ『アイドリッシュセブン』挿入歌                                                         |
| 3月30日  | VAZZROCK bi-colorシリーズ2 吉良凰香-pearl-                                                       | 吉良凰香（小林裕介）、築二葉（白井悠介） | 「rainy rain days」 | 『VAZZROCK』関連曲                                                                                 |
| 4月4日   | fleur                                                                                            | Lancelot | 「グラモフォン・ノスタルジー」 | ゲーム『アイ★チュウ』関連曲                                                                        |
| 4月27日  | VAZZROCK ユニットソング1 VAZZY vol.1 -始動-                                                      | VAZZY | 「VAZZY」 「激奏D.I.V.E」 「Warmth」 | 『VAZZROCK』関連曲                                                                                 |
| 4月27日  | VAZZROCK bi-colorシリーズ3 築二葉-topaz-                                                         | 築二葉（白井悠介） | 「もしも今すぐ神様が願いを叶えてくれるならもう決まってる」 | 『VAZZROCK』関連曲                                                                                 |
| 4月27日  | VAZZROCK bi-colorシリーズ3 築二葉-topaz-                                                         | 築二葉（白井悠介）、築一紗（山中真尋） | 「LET'S GO TO HEAVEN!」 | 『VAZZROCK』関連曲                                                                                 |
| 5月25日  | アイドリッシュセブン BD・DVD第4巻特典CD                                                          | IDOLiSH7 | 「TODAY IS」 | テレビアニメ『アイドリッシュセブン』挿入歌                                                         |
| 6月13日  | THE IDOLM@STER SideM WORLD TRE@SURE 02                                                           | 蒼井悠介（菊池勇成）、木村龍（濱健人）、若里春名（白井悠介） | 「トレジャー・パーティー！」 「MEET THE WORLD!（AMERICA Ver.）」                                                                                               | ゲーム『アイドルマスター SideM LIVE ON ST@GE!』関連曲                                              |
| 6月20日  | ナナツイロ REALiZE                                                                               | IDOLiSH7 | 「ナナツイロ REALiZE」 「Viva! Fantastic Life!!!!!!!」 | ゲーム『アイドリッシュセブン』関連曲                                                               |
| 6月27日  | アイドルマスター SideM BD・DVD第7巻特典CD PASSION of the PASSION Sound Disc                      | 天道輝（仲村宗悟）、ピエール（堀江瞬）、渡辺みのり（高塚智人）、伊瀬谷四季（野上翔）、蒼井享介（山谷祥生）、硲道夫（伊東健人）、若里春名（白井悠介）、舞田類（榎木淳弥） | 「315 Steelo!」 | OVA『アイドルマスター SideM』挿入歌                                                                |
| 7月7日   | Welcome, Future World!!!                                                                         | Re:vale、TRIGGER、IDOLiSH7 | 「Welcome, Future World!!!（short ver.）」 | ゲーム『アイドリッシュセブン』関連曲                                                               |
| 7月18日  | Fling Posse VS 麻天狼                                                                            | Fling Posse、麻天狼 | 「BATTLE BATTLE BATTLE」 | 『ヒプノシスマイク』関連曲                                                                         |
| 7月18日  | Fling Posse VS 麻天狼                                                                            | Fling Posse | 「Shibuya Marble Texture -PCCS-」 | 『ヒプノシスマイク』関連曲                                                                         |
| 10月3日  | A3! VIVID SPRING EP                                                                              | 春組 | 「春ですね。」 | ゲーム『A3!』関連曲                                                                                |
| 11月14日 | MAD TRIGGER CREW VS 麻天狼                                                                       | Fling Posse | 「Shibuya Marble Texture -PCCS-（Candy Dazed remix）」 | 『ヒプノシスマイク』関連曲                                                                         |
| 11月28日 | スタレボ☆彡 88星座のアイドル革命 THE BEST「STAR REVOLUTION」Vol.2                                | Judgement | 「Horoscope」 「One Love」 | ゲーム『スタレボ☆彡 88星座のアイドル革命』関連曲                                                   |
| 11月28日 | Gravity Heart                                                                                    | スバル・イチノセ（石川界人）、ロメオ・アルファ（白井悠介） | 「DURANDAL New ver.「撃て！」」 「DURANDAL New ver.「タイムリミット」」                                                                                        | テレビアニメ『宇宙戦艦ティラミスII』エンディングテーマ                                             |
| 12月5日  | THE IDOLM@STER SideM WakeMini! MUSIC COLLECTION 02                                               | 315 STARS（メンタル Ver.） | 「Friendly Smile」 | テレビアニメ『アイドルマスター SideM 理由あってMini!』エンディングテーマ                           |
| 12月19日 | Noble Bullet 11 黒船グループ                                                                     | ホール（白井悠介） | 「Star★☆Light」 | ゲーム『千銃士』関連曲                                                                             |
| 12月19日 | アイ★チュウ 〜I★Chu Award 2018ミニアルバム〜                                                     | 三千院鷹通（白井悠介） | 「Noble Faucon Chevalier」 | ゲーム『アイ★チュウ』関連曲                                                                        |
| 2019年   |                                                                                                  | | | |
| 2月13日  | E-lements                                                                                        | E-lements | 「BIG BANG☆BANG☆BANG☆BANG☆」 「Elements of Envy」 | ゲーム『アイドルファンタジー』関連曲                                                               |
| 2月13日  | E-lements                                                                                        | 矢吹颯斗（白井悠介） | 「BIG BANG☆BANG☆BANG☆BANG☆」 「Elements of Envy」 | ゲーム『アイドルファンタジー』関連曲                                                               |
| 2月13日  | ALEX Knights                                                                                     | ALEX Knights | 「Across the Road〜僕ら繋ぐ道〜」 | ゲーム『アイドルファンタジー』関連曲                                                               |
| 2月13日  | ALEX Knights                                                                                     | 矢吹颯斗（白井悠介） | 「Across the Road〜僕ら繋ぐ道〜」 | ゲーム『アイドルファンタジー』関連曲                                                               |
| 2月14日  | Wonderful Octave 二階堂大和                                                                      | 二階堂大和（白井悠介） | 「Love two you」 「Wonderful Octave」 | ゲーム『アイドリッシュセブン』関連曲                                                               |
| 2月26日  | Welcome to Our LAND!                                                                             | 7Colors | 「Welcome to Our LAND!」 | ゲーム『アニドルカラーズ』関連曲                                                                   |
| 2月26日  | Welcome to Our LAND!                                                                             | 不知火颯（白井悠介） | 「Welcome to Our LAND!」 | ゲーム『アニドルカラーズ』関連曲                                                                   |
| 2月26日  | Original Colors                                                                                  | 7Colors | 「Original Colors」 | ゲーム『アニドルカラーズ』関連曲                                                                   |
| 2月27日  | The Champion                                                                                     | The Dirty Dawg | 「T.D.D LEGEND」 | 『ヒプノシスマイク』関連曲                                                                         |
| 3月15日  | THE IDOLM@STER SideM WakeMini! SOLO COLLECTION 02 MENTAL Ver.                                    | 若里春名（白井悠介） | 「Friendly Smile」 | テレビアニメ『アイドルマスター SideM 理由あってMini!』関連曲                                       |
| 3月20日  | アイ★チュウ BEST ALBUM アイ盤                                                                    | Lancelot | 「Oh Please! 〜Sand Venus〜」 | ゲーム『アイ★チュウ』関連曲                                                                        |
| 4月19日  | 「VAZZROCK」play of colorシリーズ3                                                               | 築二葉（白井悠介）、久慈川悠人（長谷川芳明）、大黒岳（増元拓也） | 「POKER FACE!!」 | 『VAZZROCK』関連曲                                                                                 |
| 4月24日  | Enter the Hypnosis Microphone                                                                    | Division All Stars | 「Hoodstar」 「ヒプノシスマイク -Division Rap Battle-」 「ヒプノシスマイク -Division Battle Anthem-」                                                          | 『ヒプノシスマイク』関連曲                                                                         |
| 4月24日  | Enter the Hypnosis Microphone                                                                    | Fling Posse | 「Stella」 | 『ヒプノシスマイク』関連曲                                                                         |
| 5月10日  | THE IDOLM@STER SideM 4th ANNIVERSARY DISC「LIVE in your SMILE / DREAM JOURNEY」                  | DRAMATIC STARS、Jupiter、Beit、High×Joker、Café Parade、もふもふえん、F-LAGS | 「DREAM JOURNEY」 | ゲーム『アイドルマスター SideM』関連曲                                                             |
| 6月5日   | We♡SURFING                                                                                       | mmm | 「We♡SURFING」 「Breeze of Dreams」 「Ride the WAVE!! - mmm Ver. -」                                                                                           | 『WAVE!!』関連曲                                                                                   |
| 6月21日  | Ride the WAVE!!                                                                                  | 波乗りボーイズ | 「Ride the WAVE!!」 | 『WAVE!!』関連曲                                                                                   |
| 6月26日  | A3! BRIGHT SPRING EP                                                                             | 西園寺エニス［シトロン（五十嵐雅）］、向井庸太［碓氷真澄（白井悠介）］ | 「はじまりはカルテット」 | ゲーム『A3!』関連曲                                                                                |
| 6月26日  | A3! BRIGHT SPRING EP                                                                             | 春組 | 「Ever☆Blooming!」 | ゲーム『A3!』関連曲                                                                                |
| 7月15日  | EVIL LINE RECORDS 5th Anniversary FES.ALBUM "EVIL A LIVE"                                        | サイプレス上野とロベルト吉野、月蝕會議、The Dirty Dawg | 「The Three Musketeers Mic Relay」 | ライブイベント『EVIL LINE RECORDS 5th Anniversary FES."EVIL A LIVE" 2019』関連曲                   |
| 9月5日   | ヒプノシスマイク -Alternative Rap Battle-                                                        | Division All Stars | 「ヒプノシスマイク -Alternative Rap Battle-」 | ゲーム『ヒプノシスマイク -Alternative Rap Battle-』主題歌                                          |
| 11月29日 | VAZZROCK bi-colorシリーズ2ndシーズン6 天羽玲司-emerald×topaz-                                    | 天羽玲司（佐藤拓也）、築二葉（白井悠介） | 「シュガーポット・ラプソディ」 | 『VAZZROCK』関連曲                                                                                 |
| 12月7日  | SURFDAYS                                                                                         | 波乗りボーイズ | 「SURFDAYS」 | 『WAVE!!』関連曲                                                                                   |
| 12月18日 | THE IDOLM@STER SideM 5th ANNIVERSARY DISC 01 PRIDE STAR                                          | 315 ALLSTARS | 「PRIDE STAR」 「DRIVE A LIVE」 「Reason!!」 「GLORIOUS RO@D」                                                                                                 | ゲーム『アイドルマスター SideM』関連曲                                                             |
| 12月18日 | A3! MIX SEASONS LP                                                                               | 葉山［碓氷真澄（白井悠介）］、古賀［皇天馬（江口拓也）］ | 「Professional」 | ゲーム『A3!』関連曲                                                                                |
| 12月20日 | VAZZROCK bi-colorシリーズ2ndシーズン7 築二葉-topaz×aquamarine-                                   | 築二葉（白井悠介） | 「Sing for you」 | 『VAZZROCK』関連曲                                                                                 |
| 12月20日 | VAZZROCK bi-colorシリーズ2ndシーズン7 築二葉-topaz×aquamarine-                                   | 築二葉（白井悠介）、立花歩（坂泰斗） | 「Sky Color」 | 『VAZZROCK』関連曲                                                                                 |
| 2020年   |                                                                                                  | | | |
| 1月8日   | Mr.AFFECTiON                                                                                     | IDOLiSH7 | 「Mr.AFFECTiON」 「ハツコイリズム」 | ゲーム『アイドリッシュセブン』関連曲                                                               |
| 1月15日  | GHOST SONG 11. レオナルド・ダ・ヴィンチ                                                          | レオナルド・ダ・ヴィンチ（白井悠介） | 「絶頂★レゾンデートル」 「DA DA DA DA DANCE」 | 『GHOST CONCERT』関連曲                                                                            |
| 2月26日  | Fling Posse -Before The 2nd D.R.B-                                                               | 飴村乱数（白井悠介） | 「ピンク色の愛」 | 『ヒプノシスマイク』関連曲                                                                         |
| 3月6日   | THE IDOLM@STER SideM 5th ANNIVERSARY UNIT COLLECTION -PRIDE STAR-                                | High×Joker | 「PRIDE STAR」 | ゲーム『アイドルマスター SideM』関連曲                                                             |
| 3月11日  | 移動手段はバイクです/カバンには鉄板です                                                          | DOKONJOFINGER | 「移動手段はバイクです」 「カバンには鉄板です」 「裏切りは無しです」                                                                                           | テレビアニメ『SHOW BY ROCK!! ましゅまいれっしゅ!!』挿入歌                                          |
| 3月25日  | うちタマ?! 〜うちのタマ知りませんか？〜 ボーカルコレクション                                     | 木曽トラ（白井悠介） | 「UP TO DATE!」 | テレビアニメ『うちタマ?! 〜うちのタマ知りませんか？〜』エンディングテーマ                          |
| 3月25日  | うちタマ?! 〜うちのタマ知りませんか？〜 オリジナルサウンドトラック                               | 3丁目オールスターズ | 「3丁目のテーマ」 | テレビアニメ『うちタマ?! 〜うちのタマ知りませんか？〜』エンディングテーマ                          |
| 4月22日  | THE IDOLM@STER SideM 5th ANNIVERSARY DISC 05 Altessimo&彩&High×Joker                             | High×Joker | 「SEASON IN THE FIVE」 | ゲーム『アイドルマスター SideM』関連曲                                                             |
| 4月22日  | THE IDOLM@STER SideM 5th ANNIVERSARY DISC 05 Altessimo&彩&High×Joker                             | Altessimo、彩、High×Joker | 「Singing Explorers」 | ゲーム『アイドルマスター SideM』関連曲                                                             |
| 5月13日  | 滑走手段はボブスレーです                                                                         | DOKONJOFINGER | 「滑走手段はボブスレーです」 | テレビアニメ『SHOW BY ROCK!! ましゅまいれっしゅ!!』関連曲                                          |
| 5月20日  | Home/オレンジ・ハート                                                                            | 春組 | 「Home」 | テレビアニメ『A3!』エンディングテーマ                                                              |
| 6月26日  | VAZZROCK play of colorシリーズ3 いつかの話を君としよう                                           | 築二葉（白井悠介）、久慈川悠人（長谷川芳明）、大黒岳（増元拓也） | 「DIVE」 「POKER FACE!!」 | 『VAZZROCK』関連曲                                                                                 |
| 7月17日  | Survival of the Illest                                                                           | Division All Stars | 「Survival of the Illest」 | ゲーム『ヒプノシスマイク -Alternative Rap Battle-』オープニングテーマ                              |
| 8月26日  | DiSCOVER THE FUTURE                                                                              | IDOLiSH7 | 「DiSCOVER THE FUTURE」 | テレビアニメ『アイドリッシュセブン Second BEAT!』オープニングテーマ                                |
| 8月26日  | DiSCOVER THE FUTURE                                                                              | IDOLiSH7 | 「Everyday Yeah!」 | テレビアニメ『アイドリッシュセブン Second BEAT!』関連曲                                            |
| 8月26日  | THE IDOLM@STER SideM 5th ANNIVERSARY SOLO COLLECTION 04                                          | 若里春名（白井悠介） | 「SEASON IN THE FIVE」 | ゲーム『アイドルマスター SideM』関連曲                                                             |
| 8月28日  | VAZZROCK COLORシリーズ [-BLUE-] Once in a blue moon                                              | VAZZY | 「絆の鳥」 | 『VAZZROCK』関連曲                                                                                 |
| 9月25日  | VAZZROCK ユニットソング3 VAZZY vol.2 -The adventure begins here.-                                | VAZZY | 「WELCOME TO THE NEW WORLD」 「Bottom of the water」 「everybody say"xxx"」                                                                                    | 『VAZZROCK』関連曲                                                                                 |
| 10月14日 | 伝説のサーフプリンス                                                                             | 波乗りボーイズ | 「伝説のサーフプリンス」 | 劇場アニメ『WAVE!!〜サーフィンやっぺ!!〜』オープニングテーマ                                       |
| 10月14日 | 伝説のサーフプリンス                                                                             | 波乗りボーイズ | 「SURFDAYS」 | 劇場アニメ『WAVE!!〜サーフィンやっぺ!!〜』関連曲                                                   |
| 11月1日  | HYPSTER'S LIMITED                                                                                | Division All Stars | 「ヒプノシスマイク -Division Rap Battle- +」 「ヒプノシスマイク -Division Battle Anthem- +」 「ヒプノシスマイク(D.R.B vs D.B.A)+ HYPSTER MASHUP by TeddyLoid」 | 『ヒプノシスマイク』関連曲                                                                         |
| 12月23日 | OUVERTURE                                                                                        | Lancelot | 「Flower of life」 | ゲーム『アイ★チュウ Étoile Stage』関連曲                                                           |
| 12月25日 | VAZZROCK COLORシリーズ [-YELLOW-] Yellow belly                                                   | VAZZY | 「MUSIC GEM」 | 『VAZZROCK』関連曲                                                                                 |
| 12月25日 | VAZZROCK COLORシリーズ [-YELLOW-] Yellow belly                                                   | 築一紗（山中真尋）、築二葉（白井悠介）、大山直助（笹翼） | 「Our bonds」 | 『VAZZROCK』関連曲                                                                                 |
| 2021年   |                                                                                                  | | | |
| 1月6日   | THE IDOLM@STER SideM NEW STAGE EPISODE:08 High×Joker                                             | High×Joker | 「Smiles In Wonderland!」 「NEXT STAGE!」 | ゲーム『アイドルマスター SideM』関連曲                                                             |
| 1月13日  | Straight Outta Rhyme Anima                                                                       | Division All Stars | 「ヒプノシスマイク -Rhyme Anima-」 | テレビアニメ『ヒプノシスマイク-Division Rap Battle-』Rhyme Animaオープニングテーマ                 |
| 1月13日  | Straight Outta Rhyme Anima                                                                       | Division All Stars | 「絆」 | テレビアニメ『ヒプノシスマイク-Division Rap Battle-』Rhyme Animaエンディングテーマ                 |
| 1月13日  | Straight Outta Rhyme Anima                                                                       | Division All Stars | 「Rhyme Anima's Mixtape」 | テレビアニメ『ヒプノシスマイク-Division Rap Battle-』Rhyme Anima劇中RAP                            |
| 1月13日  | Straight Outta Rhyme Anima                                                                       | Fling Posse | 「SHIBUYA GHOST NIGHT」 「JACKPOT!」 | テレビアニメ『ヒプノシスマイク-Division Rap Battle-』Rhyme Anima劇中RAP                            |
| 1月13日  | Straight Outta Rhyme Anima                                                                       | Fling Posse、麻天狼 | 「D.R.B Rhyme Anima -2nd Battle- Fling Posse VS 麻天狼」 | テレビアニメ『ヒプノシスマイク-Division Rap Battle-』Rhyme Anima劇中RAP                            |
| 1月13日  | Straight Outta Rhyme Anima                                                                       | The Dirty Dawg、Secret Aliens | 「D.R.B Rhyme Anima -EX- The Dirty Dawg VS Secret Aliens」 | テレビアニメ『ヒプノシスマイク-Division Rap Battle-』Rhyme Anima劇中RAP                            |
| 1月13日  | BEYOND THE SHiNE                                                                                 | TRIGGER、IDOLiSH7 | 「激情」 | テレビアニメ『アイドリッシュセブン Second BEAT!』挿入歌                                            |
| 1月20日  | 刺激サーファーボーイ！/One more chance, One Ocean                                                | 波乗りボーイズ | 「刺激サーファーボーイ！」 | テレビアニメ『WAVE!!〜サーフィンやっぺ!!〜』オープニングテーマ                                     |
| 1月20日  | 刺激サーファーボーイ！/One more chance, One Ocean                                                | 波乗りボーイズ | 「One more chance, One Ocean」 | テレビアニメ『WAVE!!〜サーフィンやっぺ!!〜』エンディングテーマ                                     |
| 2月7日   | THE IDOLM@STER SideM UNIT COLLECTION -MEET THE WORLD!-                                           | 315 ALLSTARS | 「MEET THE WORLD!」 | ゲーム『アイドルマスター SideM』関連曲                                                             |
| 2月7日   | THE IDOLM@STER SideM UNIT COLLECTION -MEET THE WORLD!-                                           | High×Joker | 「MEET THE WORLD!」 | ゲーム『アイドルマスター SideM』関連曲                                                             |
| 2月17日  | TVアニメ「SHOW BY ROCK!!STARS!!」挿入歌ミニアルバム Vol.1                                        | DOKONJOFINGER | 「OBENTO MAGNUM」 | テレビアニメ『SHOW BY ROCK!! STARS!!』挿入歌                                                       |
| 2月24日  | 波の向こう                                                                                       | mmm | 「One more chance, One Ocean」 | テレビアニメ『WAVE!!〜サーフィンやっぺ!!〜』エンディングテーマ                                     |
| 2月24日  | 波の向こう                                                                                       | mmm | 「波の向こう」 | 劇場アニメ『WAVE!!〜サーフィンやっぺ!!〜』エンディングテーマ                                       |
| 2月24日  | 波の向こう                                                                                       | mmm | 「SURFDAYS」 | 劇場アニメ『WAVE!!〜サーフィンやっぺ!!〜』関連曲                                                   |
| 2月24日  | 一番星                                                                                           | アイチュウ | 「一番星の歌〜未来のレジェンド伝説〜」 | テレビアニメ『アイ★チュウ』オープニングテーマ                                                      |
| 3月24日  | A3! EVER LASTING LP                                                                              | 須玖キエル［碓氷真澄（白井悠介）］、宇曽ペテン［卯木千景（羽多野渉）］ | 「蜃気楼は奇術の夜に」 | ゲーム『A3!』関連曲                                                                                |
| 3月24日  | Fling Posse VS MAD TRIGGER CREW                                                                  | Fling Posse、MAD TRIGGER CREW | 「Reason to FIGHT」 | 『ヒプノシスマイク』関連曲                                                                         |
| 3月24日  | Fling Posse VS MAD TRIGGER CREW                                                                  | Fling Posse | 「Black Journey」 | 『ヒプノシスマイク』関連曲                                                                         |
| 4月7日   | アイドリッシュセブン Collection Album vol.2                                                      | Re:vale、IDOLiSH7 | 「Happy Days Creation!」 | ゲーム『アイドリッシュセブン』関連曲                                                               |
| 4月7日   | アイドリッシュセブン Collection Album vol.2                                                      | 二階堂大和（白井悠介）、和泉三月（代永翼）、六弥ナギ（江口拓也） | 「My Friend」 | ゲーム『アイドリッシュセブン』関連曲                                                               |
| 4月7日   | TVアニメ「SHOW BY ROCK!!STARS!!」挿入歌ミニアルバム Vol.2                                        | DOKONJOFINGER | 「メリケンサックに特攻です」 | テレビアニメ『SHOW BY ROCK!! STARS!!』挿入歌                                                       |
| 4月21日  | SHOW BY ROCK!! BEST Vol.4                                                                        | DOKONJOFINGER | 「Red Numbers」 「鳴動」 「BORN BORN DANCE」 | ゲーム『SHOW BY ROCK!! Fes A Live』関連曲                                                          |
| 5月28日  | VAZZROCK LIVE 2020 特典CD                                                                        | VAZZY、ROCK DOWN | 「Dear Dreamer,」 | 『VAZZROCK』関連曲                                                                                 |
| 5月28日  | VAZZROCK LIVE 2020 アニメイト、ステラワース、ツキプロオンラインショップ共通特典CD                | VAZZY | 「Dear Dreamer,」 | 『VAZZROCK』関連曲                                                                                 |
| 7月15日  | TikTokでバズり隊                                                                                 | DOKONJOFINGER | 「TikTokでバズり隊」 | ゲーム『SHOW BY ROCK!! Fes A Live』関連曲                                                          |
| 7月21日  | A3! SUNNY SPRING EP                                                                              | 碓氷真澄（白井悠介） | 「初恋X」 | ゲーム『A3!』関連曲                                                                                |
| 7月30日  | VAZZROCK bi-colorシリーズ3rdシーズン5 築二葉-topaz×sapphire- 世界で一番身近なライバル            | 築二葉（白井悠介） | 「Lucky Dreamer」 | 『VAZZROCK』関連曲                                                                                 |
| 7月30日  | VAZZROCK bi-colorシリーズ3rdシーズン5 築二葉-topaz×sapphire- 世界で一番身近なライバル            | 築二葉（白井悠介）、久慈川悠人（長谷川芳明） | 「Sound of Synchronicity」 | 『VAZZROCK』関連曲                                                                                 |
| 8月4日   | THE POLiCY                                                                                       | IDOLiSH7 | 「THE POLiCY」 | テレビアニメ『アイドリッシュセブン Third BEAT!』オープニングテーマ                                 |
| 8月4日   | THE POLiCY                                                                                       | IDOLiSH7 | 「NAGISA Night Temperature」 | テレビアニメ『アイドリッシュセブン Third BEAT!』関連曲                                             |
| 9月8日   | Buster Bros!!! VS 麻天狼 VS Fling Posse                                                          | Buster Bros!!!、麻天狼、Fling Posse | 「SHOWDOWN」 | 『ヒプノシスマイク』関連曲                                                                         |
| 9月8日   | Buster Bros!!! VS 麻天狼 VS Fling Posse                                                          | Division All Stars | 「Hoodstar +」 「2nd D.R.B NON-STOP DIVISION MIX」 | 『ヒプノシスマイク』関連曲                                                                         |
| 9月29日  | THE IDOLM@STER SideM GROWING SIGN@L 01 Growing Smiles!                                           | 315 ALLSTARS | 「Growing Smiles!」 「DRIVE A LIVE」 「Beyond The Dream」 「NEXT STAGE!」                                                                                      | ゲーム『アイドルマスター SideM GROWING STARS』関連曲                                               |
| 10月29日 | VAZZROCK ユニットソング5 VAZZY vol.3 -全米が泣いた-                                              | VAZZY | 「Wanna Dance」 「What should I do?」 「Hello! 君と僕の歌」 | 『VAZZROCK』関連曲                                                                                 |
| 11月26日 | VAZZROCK bi-colorシリーズ3rdシーズン9 名積ルカ-morganite×topaz- NAME                             | 名積ルカ（河本啓佑）、築二葉（白井悠介） | 「パラピレパルフラレンサー」 | 『VAZZROCK』関連曲                                                                                 |
| 12月22日 | ハチミツ學園 ユニットソングミニアルバム Jungle C                                                 | 由羅石卯助（白井悠介）、万葉シュウ（千葉翔也） | 「hachimitsu soul ～ハチミツソウル～」 | 『ハチミツ學園』関連曲                                                                             |
| 2022年   |                                                                                                  | | | |
| 1月8日   | THE IDOLM@STER SideM UNIT COLLECTION -Growing Smiles!-                                           | High×Joker | 「Growing Smiles!」 | ゲーム『アイドルマスター SideM GROWING STARS』関連曲                                               |
| 1月12日  | Opus                                                                                             | IDOLiSH7 | 「Boys & Girls」 「Everything is up to us」 | ゲーム『アイドリッシュセブン』関連曲                                                               |
| 1月19日  | A3! FULL BLOOMING LP                                                                             | MANKAIカンパニー | 「遠い宇宙に花束を」 | ゲーム『A3!』関連曲                                                                                |
| 1月28日  | 信じるのは己です                                                                                 | DOKONJOFINGER | 「信じるのは己です」 | ゲーム『SHOW BY ROCK!! Fes A Live』関連曲                                                          |
| 2月23日  | NOCTURNE                                                                                         | Lancelot | 「ポーカーフェイス」 | ゲーム『アイ★チュウ Étoile Stage』関連曲                                                           |
| 2月23日  | 佐々木と宮野 キャラクターソングシングル                                                          | 佐々木秀鳴（白井悠介）、宮野由美（斉藤壮馬） | 「いちごサンセット」 | テレビアニメ『佐々木と宮野』エンディングテーマ                                                     |
| 3月12日  | THE IDOLM@STER SideM PASSION@TE FORMATION -MENTAL-                                               | 315 STARS（メンタルVer.） | 「リトルハピネス」 | ゲーム『アイドルマスター SideM GROWING STARS』関連曲                                               |
| 3月12日  | THE IDOLM@STER SideM PASSION@TE FORMATION -MENTAL-                                               | 若里春名（白井悠介） | 「リトルハピネス」 | ゲーム『アイドルマスター SideM GROWING STARS』関連曲                                               |
| 3月16日  | キズアトがキズナとなる                                                                           | Fling Posse | 「キズアトがキズナとなる」 | 『ヒプノシスマイク』関連曲                                                                         |
| 3月16日  | キズアトがキズナとなる                                                                           | Division Leaders | 「UNITED EMCEEZ -Enter the HEXAGON-」 | 『ヒプノシスマイク』関連曲                                                                         |
| 4月6日   | SHOW BY ROCK!! BEST Selection!!                                                                  | 双循（白井悠介） | 「FIELD HEART」 | テレビアニメ『SHOW BY ROCK!! ましゅまいれっしゅ!!』関連曲                                          |
| 4月15日  | ヒプノシスマイク -Before The Battle- Dawn Of Divisions 第2巻限定版特典CD                         | 空寂ポッセ | 「Birthday」 | 漫画『ヒプノシスマイク -Before The Battle- Dawn Of Divisions』関連曲                               |
| 5月25日  | マロウブルー                                                                                     | IDOLiSH7 | 「マロウブルー」 「Because Now!!」 | ゲーム『アイドリッシュセブン』関連曲                                                               |
| 6月10日  | HELLO CALLiNG                                                                                    | IDOLiSH7 | 「HELLO CALLiNG」 | ゲーム『アイドリッシュセブン』関連曲                                                               |
| 6月15日  | CROSS A LINE                                                                                     | Division All Stars | 「CROSS A LINE」 「ヒプノシスマイク -Glory or Dust-」 「SUMMIT OF DIVISIONS 」 「Survival of the Illest +」 「Hang out!」                                      | 『ヒプノシスマイク』関連曲                                                                         |
| 6月15日  | CROSS A LINE                                                                                     | Fling Posse | 「とりま Get on the floor」 | 『ヒプノシスマイク』関連曲                                                                         |
| 6月15日  | CROSS A LINE                                                                                     | 飴村乱数（白井悠介）、神宮寺寂雷（速水奨） | 「LESSON」 | 『ヒプノシスマイク』関連曲                                                                         |
| 6月24日  | JULY SICK PARK                                                                                   | DOKONJOFINGER | 「JULY SICK PARK」 | ゲーム『SHOW BY ROCK!! Fes A Live』関連曲                                                          |
| 7月20日  | THE IDOLM@STER SideM 49 ELEMENTS -01 High×Joker                                                  | High×Joker | 「キセキ的 STARRY-TUNE!!!!!」 | ゲーム『アイドルマスター SideM GROWING STARS』関連曲                                               |
| 7月20日  | THE IDOLM@STER SideM 49 ELEMENTS -01 High×Joker                                                  | 若里春名（白井悠介） | 「Like a Rolling Donuts!!」 | ゲーム『アイドルマスター SideM GROWING STARS』関連曲                                               |
| 8月17日  | CROSSOVER ROTATION                                                                               | IDOLiSH7、TRIGGER、Re:vale、ŹOOĻ | 「CROSSOVER ROTATION」 | ゲーム『アイドリッシュセブン』関連曲                                                               |
| 10月7日  | VAZZROCK THE ANIMATION OP「Fly High」                                                            | VAZZY | 「Fly High」 | テレビアニメ『VAZZROCK THE ANIMATION』主題歌                                                       |
| 10月28日 | VAZZROCK bi-colorシリーズ4thシーズン3 築一紗×築二葉-ruby×topaz- Don't look away.                 | 築二葉（白井悠介） | 「secretLOVE」 | 『VAZZROCK』関連曲                                                                                 |
| 10月28日 | VAZZROCK bi-colorシリーズ4thシーズン3 築一紗×築二葉-ruby×topaz- Don't look away.                 | 築一紗（山中真尋）、築二葉（白井悠介） | 「革命前夜」 「Gimme Gimme Jam」 | 『VAZZROCK』関連曲                                                                                 |
| 11月2日  | WONDER LiGHT                                                                                     | IDOLiSH7 | 「WONDER LiGHT」 | テレビアニメ『アイドリッシュセブン Third BEAT!』第2クール オープニングテーマ                       |
| 11月2日  | WONDER LiGHT                                                                                     | IDOLiSH7 | 「Ardor Life」 | テレビアニメ『アイドリッシュセブン Third BEAT!』関連曲                                             |
| 11月25日 | GUTS GUTS GUTS                                                                                   | DOKONJOFINGER | 「GUTS GUTS GUTS」 | ゲーム『SHOW BY ROCK!! Fes A Live』関連曲                                                          |
| 11月25日 | VAZZROCK THE ANIMATION エンディングテーマCD vol.3                                                | 築二葉（白井悠介） | 「シアワセノカタチ」 | テレビアニメ『VAZZROCK THE ANIMATION』エンディングテーマ                                           |
| 12月21日 | THE IDOLM@STER SideM GROWING SIGN@L 15 Take a StuMp!                                             | 315 ALLSTARS | 「Take a StuMp!」 | ゲーム『アイドルマスター SideM GROWING STARS』関連曲                                               |
| 12月30日 | 月花神楽                                                                                         | VAZZY | 「月花神楽 -桔梗-」 | 『VAZZROCK』関連曲                                                                                 |
| 2023年   |                                                                                                  | | | |
| 2月11日  | THE IDOLM@STER SideM UNIT COLLECTION -Take a StuMp!-                                             | High×Joker | 「Take a StuMp!」 | ゲーム『アイドルマスター SideM GROWING STARS』関連曲                                               |
| 3月1日   | TVアニメ『アイドリッシュセブン Third BEAT! 第2クール』オリジナルサウンドトラック UNTOUCHED PRiDE | IDOLiSH7 | 「SECRET NIGHT (Anime Size)」 | テレビアニメ『アイドリッシュセブン Third BEAT!』挿入歌                                             |
| 3月8日   | THE IDOLM@STER SideM GROWING SIGN@L 18 High×Joker                                                | High×Joker | 「JOYFUL HEART MAKER」 「Toward Pole Star」 | ゲーム『アイドルマスター SideM GROWING STARS』関連曲                                               |
| 3月8日   | BLACK or WHITE 2022                                                                              | IDOLiSH7 | 「TOMORROW EViDENCE」 | ゲーム『アイドリッシュセブン』関連曲                                                               |
| 3月11日  | 幻想のUtopia/安寧のDystopia                                                                      | ピエール（堀江瞬）、蒼井悠介（菊池勇成）、蒼井享介（山谷祥生）、握野英雄（熊谷健太郎）、木村龍（濱健人）、秋山隼人（千葉翔也）、冬美旬（永塚拓馬）、榊夏来（渡辺紘）、若里春名（白井悠介）、紅井朱雀（益山武明）、東雲荘一郎（天﨑滉平）、アスラン＝ベルゼビュートII世（古川慎）、岡村直央（矢野奨吾）、硲道夫（伊東健人）、大河タケル（寺島惇太）、牙崎漣（小松昌平）、天峰秀（伊瀬結陸）、花園百々人（宮﨑雅也）、眉見鋭心（大塚剛央） | 「幻想のUtopia」 | 舞台『THE IDOLM@STER SideM PASSIONABLE READING SHOW -超常事変〜対立スル正義〜-』オープニングテーマ |
| 5月17日  | Ayana Spinel                                                                                     | IDOLiSH7 | 「Ayana Spinel」 | ゲーム『アイドリッシュセブン』関連曲                                                               |
| 5月20日  | 劇場版アイドリッシュセブン LIVE 4bit Compilation Album "BEYOND THE PERiOD"                       | IDOLiSH7 | 「NiGHTFALL」 | 劇場アニメ『アイドリッシュセブン LIVE 4bit BEYOND THE PERiOD』関連曲                               |
| 5月20日  | 劇場版アイドリッシュセブン LIVE 4bit Compilation Album "BEYOND THE PERiOD"                       | IDOLiSH7、TRIGGER、Re:vale、ŹOOĻ | 「Pieces of The World」 | 劇場アニメ『アイドリッシュセブン LIVE 4bit BEYOND THE PERiOD』関連曲                               |
| 5月24日  | レモンスカッシュスコア vol.1                                                                     | Chroma7ree | 「HONEY FLOWER」 「We wanna Dive!」 | 『レモンスカッシュスコア』関連曲                                                                   |
| 6月10日  | Day/Night DiSCO                                                                                  | IDOLiSH7 | 「Day/Night DiSCO」 | ゲーム『アイドリッシュセブン』関連曲                                                               |
| 6月20日  | SHOW TIME                                                                                        | 宅屋恵倶一（江口拓也）、爾志山光之進（西山宏太朗）、由羅石卯助（白井悠介）、広末大好（廣瀬大介） | 「SHOW TIME」 | 『ハチミツ學園』関連曲                                                                             |
| 6月29日  | ダンシウコセイ123GO！                                                                            | 広末大好（廣瀬大介）、浦明石九韻（葉山翔太）、万葉シュウ（千葉翔也）、松たけ子（榊原優希）、満場剣（土岐隼一）、由羅石卯助（白井悠介） | 「ダンシウコセイ123GO！」 | 『ハチミツ學園』関連曲                                                                             |
| 7月28日  | VAZZROCK THE ANIMATION 第7巻 特典CD                                                              | VAZZY、ROCK DOWN | 「I can’t stop dancing!」 | テレビアニメ『VAZZROCK THE ANIMATION』エンディングテーマ                                           |
| 8月23日  | The Block Party -HOODs-                                                                          | 飴村乱数（白井悠介）、山田三郎（天﨑滉平） | 「Viva la liberty」 | 『ヒプノシスマイク』関連曲                                                                         |
| 10月28日 | THE IDOLM@STER SideM GROWING SIGN@L SOLO COLLECTION 03                                           | 若里春名（白井悠介） | 「JOYFUL HEART MAKER」 | ゲーム『アイドルマスター SideM GROWING STARS』関連曲                                               |
| 10月28日 | THE IDOLM@STER SideM 8th STAGE THEME SONG「Hands & Claps!」                                      | 315 ALLSTARS | 「Hands & Claps!」 | ライブイベント『THE IDOLM@STER SideM 8th STAGE 〜ALL H@NDS TOGETHER〜』テーマソング                |
| 10月28日 | THE IDOLM@STER SideM 8th STAGE THEME SONG「Hands & Claps!」                                      | 315 STARS（メンタルVer.） | 「Hands & Claps!」 | ライブイベント『THE IDOLM@STER SideM 8th STAGE 〜ALL H@NDS TOGETHER〜』テーマソング                |
| 2024年   |                                                                                                  | | | |
| 1月26日  | VAZZROCK ユニットソング7 VAZZY vol.4 -Ambiguous future-                                          | VAZZY | 「Battle Cry」 「四季彩」 「Want&Love」 | 『VAZZROCK』関連曲                                                                                 |
| 4月5日   | WILD RIDE                                                                                        | DOKONJOFINGER | 「WILD RIDE」 | 『SHOW BY ROCK!!』関連曲                                                                           |
| 5月29日  | THE IDOLM@STER SideM CIRCLE OF DELIGHT 12 High×Joker                                             | High×Joker | 「POPPIN' PLANET」「セブンデイズ・アルペジオ」 | ゲーム『アイドルマスター SideM』関連曲                                                             |

### その他参加作品
| 発売日         | 商品名                                                     | 歌                                                                       | 楽曲                                     | 備考                                                               |
| -------------- | ---------------------------------------------------------- | ------------------------------------------------------------------------ | ---------------------------------------- | ------------------------------------------------------------------ |
| 2017年8月4日   | iris quartz radio Songs「Colors」                          | 山中真尋、白井悠介                                                       | 「Colors」 「コンパス」 「だいすき」     | ラジオ『アイリスクォーツラジオ アイ♡ラジ』関連曲                   |
| 2017年10月27日 | DOUBLE DARE COVERS                                         | アイラジ                                                                 | 「フィアンセになりたい」 「YOU」         | ラジオ『アイリスクォーツラジオ アイ♡ラジ』関連曲                   |
| 2019年3月29日  | シラサカの白酒喝采! 野外ロケも幸あれ! アニメイト限定セット | 白井悠介、酒井広大                                                       | 「今週も幸あれ!」                        | インターネット配信番組『シラサカの白酒喝采』関連曲（映像特典のみ） |
| 2019年3月29日  | シラサカの白酒喝采! 野外ロケも幸あれ! アニメイト限定セット | 白井悠介                                                                 | 「今週も幸あれ!」                        | インターネット配信番組『シラサカの白酒喝采』関連曲（映像特典のみ） |
| 2019年12月20日 | ぎゅってしよ！ アイラジ ver.                               | 山中真尋、白井悠介                                                       | 「ぎゅってしよ！」 「声はAmplifier」     | インターネットラジオ局「ラジ友」テーマソング                       |
| 2020年10月7日  | CITY                                                       | 西山宏太朗、白井悠介、MindaRyn                                           | 「よこはまスウィング」                   |                                                                    |
| 2021年3月5日   | 七人の妖                                                   | 上村祐翔、梅原裕一郎、河本啓佑、小林裕介、白井悠介、本城雄太郎、山本和臣 | 「７人の妖」                             | テレビ番組『声優男子ですが…?』テーマソング                         |
| 2023年5月24日  | 「こえつり」OP/EDテーマCD                                  | shiratoishy                                                              | 「つりでも行こうか」「ちっぽけなぼくら」 | テレビ番組『こえつり』テーマソング                                 |

## 書籍
- 美男高校地球防衛部LOVE! フォトブック「バトルラヴァーズの日常」（2015年4月29日、ポニーキャニオン）ISBN 978-4-86529-142-1
- きみとぼくと。声優男子×ねこphoto book（2017年8月25日、河出書房新社）ISBN 978-4-309-27866-7
- 白井悠介1stフォトエッセイ なんとかなるさ（2020年10月22日、KADOKAWA）ISBN 978-4-04-064783-8
- しらいむコーデ 〜ミント味 MAX〜（2021年6月25日、主婦と生活社）ISBN 978-4-391-15615-7
- 駒田航のKomastagram 2nd PHOTO FRAME（2021年11月15日、主婦の友社）ISBN 978-4-07-449639-6